# فهرست خورشیدگرفتگی‌های سده ۲۰ (پیش از میلاد)
این فهرست شامل خورشیدگرفتگی‌های قرن بیستم پیش از میلاد است که در طی دورهٔ سال ۲۰۰۰ پیش از میلاد تا ۱۹۰۱ پیش از میلاد روی داده‌اند. در این دوره، ۲۳۹ خورشیدگرفتگی رخ داد که ۸۴ مورد آن خورشیدگرفتگی جزئی، ۷۱ مورد خورشیدگرفتگی حلقه‌ای، ۶۲ خورشیدگرفتگی کامل و ۲۲ مورد نیز از نوع خورشیدگرفتگی مرکب بود..
| تاریخ           | زمان بزرگترین گرفت | چرخهٔ ساروس | نوع    | قدر    | مدت زمان            | مکان                                            | مسیر گرفتگی            | ناحیهٔ جغرافیایی | منبع  |
| --------------- | ------------------ | ---------- | ------ | ------ | ------------------- | ----------------------------------------------- | ---------------------- | --------------- | ----- |
| ۱۲ ژوئن ۲۰۰۰    | ۰۳:۱۴:۵۱           | ۵          | کامل   | ۱٫۰۷۳۳ | ۰۶ دقیقه و ۳۷ ثانیه | ۶°۰۰′شمالی ۳۳°۱۸′غربی / ۶٫۰°شمالی ۳۳٫۳°غربی     | ۲۴۷ کیلومتر (۱۵۳ مایل) |                 | [ ۱ ] |
| ۵ دسامبر ۲۰۰۰   | ۲۳:۴۵:۲۳           | ۱۰         | حلقه‌ای | ۰٫۹۳۸۲ | ۰۶ دقیقه و ۴۴ ثانیه | ۳۲°۵۴′جنوبی ۱۰°۴۸′شرقی / ۳۲٫۹°جنوبی ۱۰٫۸°شرقی   | ۲۳۶ کیلومتر (۱۴۷ مایل) |                 | [ ۱ ] |
| ۱ ژوئن ۱۹۹۹     | ۱۸:۰۹:۱۶           | ۱۵         | کامل   | ۱٫۰۲۸۴ | ۰۲ دقیقه و ۱۵ ثانیه | ۴۶°۱۲′شمالی ۸۳°۲۴′شرقی / ۴۶٫۲°شمالی ۸۳٫۴°شرقی   | ۱۱۱ کیلومتر (۶۹ مایل)  |                 | [ ۱ ] |
| ۲۵ نوامبر ۱۹۹۹  | ۰۵:۵۷:۰۳           | ۲۰         | حلقه‌ای | ۰٫۹۸۰۶ | ۰۱ دقیقه و ۱۴ ثانیه | ۶۷°۴۸′جنوبی ۱۴۳°۴۸′غربی / ۶۷٫۸°جنوبی ۱۴۳٫۸°غربی | ۱۶۲ کیلومتر (۱۰۱ مایل) |                 | [ ۱ ] |
| ۲۲ آوریل ۱۹۹۸   | ۱۳:۱۹:۵۶           | -۱۳        | جزئی   | ۰٫۱۶۱۱ | —                   | ۶۰°۳۶′جنوبی ۱۰۶°۲۴′غربی / ۶۰٫۶°جنوبی ۱۰۶٫۴°غربی | —                      |                 | [ ۱ ] |
| ۲۲ مه ۱۹۹۸      | ۰۲:۴۵:۳۵           | ۲۵         | جزئی   | ۰٫۴۰۳۵ | —                   | ۶۱°۴۲′شمالی ۱۵۱°۴۲′غربی / ۶۱٫۷°شمالی ۱۵۱٫۷°غربی | —                      |                 | [ ۱ ] |
| ۱۶ اکتبر ۱۹۹۸   | ۰۸:۰۱:۵۲           | -۸         | جزئی   | ۰٫۶۹۵۴ | —                   | ۶۰°۳۶′شمالی ۲۲°۴۲′غربی / ۶۰٫۶°شمالی ۲۲٫۷°غربی   | —                      |                 | [ ۱ ] |
| ۱۴ نوامبر ۱۹۹۸  | ۱۸:۴۸:۴۹           | ۳۰         | جزئی   | ۰٫۰۳۷۷ | —                   | ۶۱°۳۰′جنوبی ۲۷°۴۲′غربی / ۶۱٫۵°جنوبی ۲۷٫۷°غربی   | —                      |                 | [ ۱ ] |
| ۱۰ آوریل ۱۹۹۷   | ۱۳:۵۴:۵۲           | -۳         | حلقه‌ای | ۰٫۹۴۶۴ | ۰۵ دقیقه و ۱۱ ثانیه | ۳۸°۱۲′جنوبی ۱۶۷°۱۲′غربی / ۳۸٫۲°جنوبی ۱۶۷٫۲°غربی | ۲۷۷ کیلومتر (۱۷۲ مایل) |                 | [ ۱ ] |
| ۴ اکتبر ۱۹۹۷    | ۲۳:۲۳:۳۷           | ۲          | کامل   | ۱٫۰۲۵۷ | ۰۲ دقیقه و ۰۴ ثانیه | ۲۸°۴۸′شمالی ۳۸°۳۶′شرقی / ۲۸٫۸°شمالی ۳۸٫۶°شرقی   | ۱۰۱ کیلومتر (۶۳ مایل)  |                 | [ ۱ ] |
| ۳۰ مارس ۱۹۹۶    | ۱۷:۲۴:۵۲           | ۷          | حلقه‌ای | ۰٫۹۸۷۳ | ۰۱ دقیقه و ۱۷ ثانیه | ۰°۱۲′جنوبی ۱۱۲°۴۲′شرقی / ۰٫۲°جنوبی ۱۱۲٫۷°شرقی   | ۴۵ کیلومتر (۲۸ مایل)   |                 | [ ۱ ] |
| ۲۴ سپتامبر ۱۹۹۶ | ۱۰:۳۱:۵۴           | ۱۲         | حلقه‌ای | ۰٫۹۷۶۶ | ۰۲ دقیقه و ۲۲ ثانیه | ۳°۰۶′جنوبی ۱۵۰°۰۰′غربی / ۳٫۱°جنوبی ۱۵۰٫۰°غربی   | ۸۵ کیلومتر (۵۳ مایل)   |                 | [ ۱ ] |
| ۲۰ مارس ۱۹۹۵    | ۰۳:۵۹:۵۰           | ۱۷         | کامل   | ۱٫۰۳۳۳ | ۰۲ دقیقه و ۳۵ ثانیه | ۳۹°۲۴′شمالی ۷۳°۱۸′غربی / ۳۹٫۴°شمالی ۷۳٫۳°غربی   | ۱۸۶ کیلومتر (۱۱۶ مایل) |                 | [ ۱ ] |
| ۱۳ سپتامبر ۱۹۹۵ | ۱۴:۳۲:۰۰           | ۲۲         | حلقه‌ای | ۰٫۹۲۴۹ | ۰۶ دقیقه و ۵۸ ثانیه | ۴۸°۱۲′جنوبی ۱۱۶°۰۶′شرقی / ۴۸٫۲°جنوبی ۱۱۶٫۱°شرقی | ۷۳۳ کیلومتر (۴۵۵ مایل) |                 | [ ۱ ] |
| ۸ فوریه ۱۹۹۴    | ۱۱:۴۱:۴۰           | -۱۱        | جزئی   | ۰٫۸۸۲۶ | —                   | ۶۲°۴۲′جنوبی ۲۳°۰۶′غربی / ۶۲٫۷°جنوبی ۲۳٫۱°غربی   | —                      |                 | [ ۱ ] |
| ۹ مارس ۱۹۹۴     | ۱۹:۴۸:۰۹           | ۲۷         | جزئی   | ۰٫۰۷۵۴ | —                   | ۶۱°۱۲′شمالی ۱۱°۲۴′شرقی / ۶۱٫۲°شمالی ۱۱٫۴°شرقی   | —                      |                 | [ ۱ ] |
| ۳ اوت ۱۹۹۴      | ۲۱:۳۵:۰۶           | -۶         | جزئی   | ۰٫۴۲۹۲ | —                   | ۶۳°۳۰′شمالی ۱۶۶°۴۲′غربی / ۶۳٫۵°شمالی ۱۶۶٫۷°غربی | —                      |                 | [ ۱ ] |
| ۲۹ ژانویه ۱۹۹۳  | ۰۲:۳۴:۱۴           | -۱         | کامل   | ۱٫۰۱۸۱ | ۰۱ دقیقه و ۳۰ ثانیه | ۴۴°۰۶′جنوبی ۱۳°۱۸′غربی / ۴۴٫۱°جنوبی ۱۳٫۳°غربی   | ۶۷ کیلومتر (۴۲ مایل)   |                 | [ ۱ ] |
| ۲۳ ژوئیه ۱۹۹۳   | ۰۴:۰۳:۱۷           | ۴          | مرکب   | ۱٫۰۰۵۹ | ۰۰ دقیقه و ۲۹ ثانیه | ۵۴°۰۰′شمالی ۳۹°۰۰′غربی / ۵۴٫۰°شمالی ۳۹٫۰°غربی   | ۲۴ کیلومتر (۱۵ مایل)   |                 | [ ۱ ] |
| ۱۷ ژانویه ۱۹۹۲  | ۱۱:۲۹:۴۲           | ۹          | حلقه‌ای | ۰٫۹۵۹۹ | ۰۵ دقیقه و ۰۳ ثانیه | ۳°۳۰′جنوبی ۱۶۰°۰۶′غربی / ۳٫۵°جنوبی ۱۶۰٫۱°غربی   | ۱۵۵ کیلومتر (۹۶ مایل)  |                 | [ ۱ ] |
| ۱۲ ژوئیه ۱۹۹۲   | ۱۷:۳۴:۱۲           | ۱۴         | کامل   | ۱٫۰۶۰۶ | ۰۵ دقیقه و ۵۰ ثانیه | ۱۰°۰۰′شمالی ۱۰۶°۱۸′شرقی / ۱۰٫۰°شمالی ۱۰۶٫۳°شرقی | ۲۰۵ کیلومتر (۱۲۷ مایل) |                 | [ ۱ ] |
| ۶ ژانویه ۱۹۹۱   | ۱۳:۱۰:۰۱           | ۱۹         | جزئی   | ۰٫۸۲۵۶ | —                   | ۶۵°۲۴′شمالی ۱۶۳°۱۸′شرقی / ۶۵٫۴°شمالی ۱۶۳٫۳°شرقی | —                      |                 | [ ۱ ] |
| ۲ ژوئیه ۱۹۹۱    | ۱۰:۳۰:۰۶           | ۲۴         | کامل   | ۱٫۰۶۰۹ | ۰۴ دقیقه و ۳۰ ثانیه | ۵۱°۱۲′جنوبی ۱۴۹°۳۰′غربی / ۵۱٫۲°جنوبی ۱۴۹٫۵°غربی | ۷۵۶ کیلومتر (۴۷۰ مایل) |                 | [ ۱ ] |
| ۲۶ نوامبر ۱۹۹۱  | ۱۹:۲۱:۳۷           | -۹         | جزئی   | ۰٫۵۳۱۶ | —                   | ۶۹°۱۸′جنوبی ۶۷°۲۴′غربی / ۶۹٫۳°جنوبی ۶۷٫۴°غربی   | —                      |                 | [ ۱ ] |
| ۲۳ مه ۱۹۹۰      | ۱۶:۵۶:۳۸           | -۴         | مرکب   | ۱٫۰۰۶۷ | ۰۰ دقیقه و ۲۷ ثانیه | ۷۲°۰۶′شمالی ۷۹°۲۴′شرقی / ۷۲٫۱°شمالی ۷۹٫۴°شرقی   | ۴۶ کیلومتر (۲۹ مایل)   |                 | [ ۱ ] |
| ۱۶ نوامبر ۱۹۹۰  | ۰۳:۳۹:۳۳           | ۱          | مرکب   | ۱٫۰۰۳۶ | ۰۰ دقیقه و ۱۸ ثانیه | ۴۴°۰۰′جنوبی ۵۴°۰۶′غربی / ۴۴٫۰°جنوبی ۵۴٫۱°غربی   | ۱۴ کیلومتر (۸٫۷ مایل)  |                 | [ ۱ ] |
| ۱۱ مه ۱۹۸۹      | ۲۳:۲۸:۵۸           | ۶          | حلقه‌ای | ۰٫۹۶۵۲ | ۰۴ دقیقه و ۱۱ ثانیه | ۱۸°۱۸′شمالی ۱۶°۴۸′شرقی / ۱۸٫۳°شمالی ۱۶٫۸°شرقی   | ۱۲۶ کیلومتر (۷۸ مایل)  |                 | [ ۱ ] |
| ۴ نوامبر ۱۹۸۹   | ۱۷:۴۶:۴۷           | ۱۱         | کامل   | ۱٫۰۴۳۵ | ۰۴ دقیقه و ۰۴ ثانیه | ۰°۳۶′جنوبی ۱۰۶°۳۰′شرقی / ۰٫۶°جنوبی ۱۰۶٫۵°شرقی   | ۱۴۸ کیلومتر (۹۲ مایل)  |                 | [ ۱ ] |
| ۱ مه ۱۹۸۸       | ۰۰:۲۹:۵۱           | ۱۶         | حلقه‌ای | ۰٫۹۴۶۴ | ۰۶ دقیقه و ۱۰ ثانیه | ۳۱°۵۴′جنوبی ۱۷°۰۶′شرقی / ۳۱٫۹°جنوبی ۱۷٫۱°شرقی   | ۲۶۴ کیلومتر (۱۶۴ مایل) |                 | [ ۱ ] |
| ۲۵ اکتبر ۱۹۸۸   | ۰۹:۲۱:۰۸           | ۲۱         | کامل   | ۱٫۰۲۶۰ | ۰۱ دقیقه و ۵۸ ثانیه | ۴۸°۱۸′شمالی ۱۰۷°۰۶′غربی / ۴۸٫۳°شمالی ۱۰۷٫۱°غربی | ۱۶۵ کیلومتر (۱۰۳ مایل) |                 | [ ۱ ] |
| ۲۱ مارس ۱۹۸۷    | ۱۵:۰۶:۵۱           | -۱۲        | جزئی   | ۰٫۳۹۴۹ | —                   | ۷۱°۱۲′شمالی ۷۹°۱۸′شرقی / ۷۱٫۲°شمالی ۷۹٫۳°شرقی   | —                      |                 | [ ۱ ] |
| ۲۰ آوریل ۱۹۸۷   | ۰۲:۵۵:۰۹           | ۲۶         | جزئی   | ۰٫۲۶۴۵ | —                   | ۷۱°۳۰′جنوبی ۴۴°۳۶′شرقی / ۷۱٫۵°جنوبی ۴۴٫۶°شرقی   | —                      |                 | [ ۱ ] |
| ۱۵ سپتامبر ۱۹۸۷ | ۰۷:۱۵:۱۴           | -۷         | جزئی   | ۰٫۴۹۸۳ | —                   | ۷۱°۰۰′جنوبی ۱۵۵°۳۰′غربی / ۷۱٫۰°جنوبی ۱۵۵٫۵°غربی | —                      |                 | [ ۱ ] |
| ۱۱ مارس ۱۹۸۶    | ۰۳:۲۶:۳۶           | -۲         | کامل   | ۱٫۰۴۹۰ | ۰۴ دقیقه و ۲۹ ثانیه | ۲۰°۱۸′شمالی ۴۴°۱۲′غربی / ۲۰٫۳°شمالی ۴۴٫۲°غربی   | ۱۹۱ کیلومتر (۱۱۹ مایل) |                 | [ ۱ ] |
| ۴ سپتامبر ۱۹۸۶  | ۰۹:۲۹:۰۳           | ۳          | حلقه‌ای | ۰٫۹۲۷۲ | ۰۹ دقیقه و ۲۲ ثانیه | ۲۱°۵۴′جنوبی ۱۳۸°۱۸′غربی / ۲۱٫۹°جنوبی ۱۳۸٫۳°غربی | ۳۳۸ کیلومتر (۲۱۰ مایل) |                 | [ ۱ ] |
| ۲۸ فوریه ۱۹۸۵   | ۱۹:۵۱:۳۸           | ۸          | کامل   | ۱٫۰۶۹۰ | ۰۵ دقیقه و ۵۳ ثانیه | ۲۵°۳۰′جنوبی ۸۱°۵۴′شرقی / ۲۵٫۵°جنوبی ۸۱٫۹°شرقی   | ۲۲۹ کیلومتر (۱۴۲ مایل) |                 | [ ۱ ] |
| ۲۳ اوت ۱۹۸۵     | ۰۹:۰۹:۰۶           | ۱۳         | حلقه‌ای | ۰٫۹۴۰۲ | ۰۷ دقیقه و ۲۷ ثانیه | ۲۴°۰۰′شمالی ۱۲۳°۰۶′غربی / ۲۴٫۰°شمالی ۱۲۳٫۱°غربی | ۲۲۳ کیلومتر (۱۳۹ مایل) |                 | [ ۱ ] |
| ۱۷ فوریه ۱۹۸۴   | ۱۱:۴۳:۳۶           | ۱۸         | کامل   | ۱٫۰۲۵۹ | ۰۱ دقیقه و ۳۰ ثانیه | ۷۹°۰۶′جنوبی ۸۹°۰۶′غربی / ۷۹٫۱°جنوبی ۸۹٫۱°غربی   | ۲۴۶ کیلومتر (۱۵۳ مایل) |                 | [ ۱ ] |
| ۱۲ اوت ۱۹۸۴     | ۱۳:۴۳:۰۷           | ۲۳         | حلقه‌ای | ۰٫۹۸۲۰ | ۰۱ دقیقه و ۱۵ ثانیه | ۷۵°۲۴′شمالی ۱۶۸°۰۶′غربی / ۷۵٫۴°شمالی ۱۶۸٫۱°غربی | ۱۱۶ کیلومتر (۷۲ مایل)  |                 | [ ۱ ] |
| ۸ ژانویه ۱۹۸۳   | ۰۷:۲۶:۴۵           | -۱۰        | جزئی   | ۰٫۷۱۳۲ | —                   | ۶۵°۳۶′شمالی ۸۶°۰۰′غربی / ۶۵٫۶°شمالی ۸۶٫۰°غربی   | —                      |                 | [ ۱ ] |
| ۳ ژوئیه ۱۹۸۳    | ۱۷:۳۴:۵۰           | -۵         | جزئی   | ۰٫۸۹۳۳ | —                   | ۶۴°۴۸′جنوبی ۱۲۷°۰۶′شرقی / ۶۴٫۸°جنوبی ۱۲۷٫۱°شرقی | —                      |                 | [ ۱ ] |
| ۲ اوت ۱۹۸۳      | ۰۱:۴۰:۲۶           | ۳۳         | جزئی   | ۰٫۰۶۷۸ | —                   | ۶۷°۳۰′شمالی ۱۵۷°۱۸′شرقی / ۶۷٫۵°شمالی ۱۵۷٫۳°شرقی | —                      |                 | [ ۱ ] |
| ۲۸ دسامبر ۱۹۸۳  | ۰۷:۳۸:۰۶           | ۰          | حلقه‌ای | ۰٫۹۱۹۱ | ۱۱ دقیقه و ۳۸ ثانیه | ۴°۱۲′شمالی ۹۷°۱۲′غربی / ۴٫۲°شمالی ۹۷٫۲°غربی     | ۳۴۶ کیلومتر (۲۱۵ مایل) |                 | [ ۱ ] |
| ۲۳ ژوئن ۱۹۸۲    | ۱۰:۴۲:۰۶           | ۵          | کامل   | ۱٫۰۶۹۳ | ۰۶ دقیقه و ۲۸ ثانیه | ۳°۱۸′شمالی ۱۴۶°۴۸′غربی / ۳٫۳°شمالی ۱۴۶٫۸°غربی   | ۲۴۰ کیلومتر (۱۵۰ مایل) |                 | [ ۱ ] |
| ۱۷ دسامبر ۱۹۸۲  | ۰۷:۵۲:۱۵           | ۱۰         | حلقه‌ای | ۰٫۹۴۲۰ | ۰۶ دقیقه و ۲۱ ثانیه | ۳۵°۰۰′جنوبی ۱۱۰°۴۲′غربی / ۳۵٫۰°جنوبی ۱۱۰٫۷°غربی | ۲۲۰ کیلومتر (۱۴۰ مایل) |                 | [ ۱ ] |
| ۱۲ ژوئن ۱۹۸۱    | ۰۱:۱۴:۰۱           | ۱۵         | کامل   | ۱٫۰۲۴۲ | ۰۲ دقیقه و ۰۰ ثانیه | ۴۵°۰۰′شمالی ۱۹°۵۴′غربی / ۴۵٫۰°شمالی ۱۹٫۹°غربی   | ۹۱ کیلومتر (۵۷ مایل)   |                 | [ ۱ ] |
| ۵ دسامبر ۱۹۸۱   | ۱۴:۳۲:۲۵           | ۲۰         | حلقه‌ای | ۰٫۹۸۴۵ | ۰۰ دقیقه و ۵۸ ثانیه | ۷۲°۰۰′جنوبی ۸۲°۰۶′شرقی / ۷۲٫۰°جنوبی ۸۲٫۱°شرقی   | ۱۲۷ کیلومتر (۷۹ مایل)  |                 | [ ۱ ] |
| ۲ مه ۱۹۸۰       | ۱۹:۴۲:۰۲           | -۱۳        | جزئی   | ۰٫۰۱۱۰ | —                   | ۶۰°۵۴′جنوبی ۱۴۷°۳۰′شرقی / ۶۰٫۹°جنوبی ۱۴۷٫۵°شرقی | —                      |                 | [ ۱ ] |
| ۱ ژوئن ۱۹۸۰     | ۰۹:۱۷:۳۹           | ۲۵         | جزئی   | ۰٫۵۴۴۲ | —                   | ۶۲°۱۸′شمالی ۹۹°۱۸′شرقی / ۶۲٫۳°شمالی ۹۹٫۳°شرقی   | —                      |                 | [ ۱ ] |
| ۲۶ اکتبر ۱۹۸۰   | ۱۶:۵۲:۴۲           | -۸         | جزئی   | ۰٫۶۹۱۰ | —                   | ۶۰°۴۸′شمالی ۱۶۵°۵۴′غربی / ۶۰٫۸°شمالی ۱۶۵٫۹°غربی | —                      |                 | [ ۱ ] |
| ۲۵ نوامبر ۱۹۸۰  | ۰۳:۴۱:۱۷           | ۳۰         | جزئی   | ۰٫۰۳۹۲ | —                   | ۶۲°۰۶′جنوبی ۱۷۱°۴۲′غربی / ۶۲٫۱°جنوبی ۱۷۱٫۷°غربی | —                      |                 | [ ۱ ] |
| ۲۱ آوریل ۱۹۷۹   | ۲۰:۱۸:۲۹           | -۳         | حلقه‌ای | ۰٫۹۴۷۶ | ۰۵ دقیقه و ۰۰ ثانیه | ۴۰°۳۶′جنوبی ۹۷°۴۸′شرقی / ۴۰٫۶°جنوبی ۹۷٫۸°شرقی   | ۳۱۵ کیلومتر (۱۹۶ مایل) |                 | [ ۱ ] |
| ۱۶ اکتبر ۱۹۷۹   | ۰۸:۰۲:۳۰           | ۲          | کامل   | ۱٫۰۲۱۴ | ۰۱ دقیقه و ۴۷ ثانیه | ۲۴°۴۸′شمالی ۹۴°۰۰′غربی / ۲۴٫۸°شمالی ۹۴٫۰°غربی   | ۸۴ کیلومتر (۵۲ مایل)   |                 | [ ۱ ] |
| ۱۱ آوریل ۱۹۷۸   | ۰۰:۱۷:۵۰           | ۷          | حلقه‌ای | ۰٫۹۹۲۷ | ۰۰ دقیقه و ۴۴ ثانیه | ۰°۲۴′شمالی ۸°۳۰′شرقی / ۰٫۴°شمالی ۸٫۵°شرقی       | ۲۶ کیلومتر (۱۶ مایل)   |                 | [ ۱ ] |
| ۵ اکتبر ۱۹۷۸    | ۱۸:۴۳:۵۳           | ۱۲         | حلقه‌ای | ۰٫۹۷۱۳ | ۰۲ دقیقه و ۵۳ ثانیه | ۶°۵۴′جنوبی ۸۴°۴۲′شرقی / ۶٫۹°جنوبی ۸۴٫۷°شرقی     | ۱۰۴ کیلومتر (۶۵ مایل)  |                 | [ ۱ ] |
| ۳۰ مارس ۱۹۷۷    | ۱۱:۲۶:۰۶           | ۱۷         | کامل   | ۱٫۰۴۰۴ | ۰۳ دقیقه و ۰۵ ثانیه | ۳۷°۵۴′شمالی ۱۷۴°۴۲′شرقی / ۳۷٫۹°شمالی ۱۷۴٫۷°شرقی | ۱۹۷ کیلومتر (۱۲۲ مایل) |                 | [ ۱ ] |
| ۲۳ سپتامبر ۱۹۷۷ | ۲۲:۱۲:۵۷           | ۲۲         | حلقه‌ای | ۰٫۹۲۱۵ | ۰۷ دقیقه و ۱۰ ثانیه | ۴۸°۱۲′جنوبی ۲°۴۸′غربی / ۴۸٫۲°جنوبی ۲٫۸°غربی     | ۶۷۸ کیلومتر (۴۲۱ مایل) |                 | [ ۱ ] |
| ۱۸ فوریه ۱۹۷۶   | ۱۹:۴۷:۲۰           | -۱۱        | جزئی   | ۰٫۸۰۷۰ | —                   | ۶۲°۰۰′جنوبی ۱۵۵°۳۰′غربی / ۶۲٫۰°جنوبی ۱۵۵٫۵°غربی | —                      |                 | [ ۱ ] |
| ۲۰ مارس ۱۹۷۶    | ۰۳:۳۲:۴۵           | ۲۷         | جزئی   | ۰٫۱۸۱۱ | —                   | ۶۰°۵۴′شمالی ۱۱۵°۳۰′غربی / ۶۰٫۹°شمالی ۱۱۵٫۵°غربی | —                      |                 | [ ۱ ] |
| ۱۴ اوت ۱۹۷۶     | ۰۴:۴۸:۲۷           | -۶         | جزئی   | ۰٫۳۵۱۶ | —                   | ۶۲°۴۲′شمالی ۷۳°۴۸′شرقی / ۶۲٫۷°شمالی ۷۳٫۸°شرقی   | —                      |                 | [ ۱ ] |
| ۸ فوریه ۱۹۷۵    | ۱۰:۳۴:۰۶           | -۱         | کامل   | ۱٫۰۱۷۹ | ۰۱ دقیقه و ۲۸ ثانیه | ۴۳°۱۸′جنوبی ۱۳۱°۳۶′غربی / ۴۳٫۳°جنوبی ۱۳۱٫۶°غربی | ۶۸ کیلومتر (۴۲ مایل)   |                 | [ ۱ ] |
| ۳ اوت ۱۹۷۵      | ۱۱:۳۵:۲۷           | ۴          | مرکب   | ۱٫۰۰۵۷ | ۰۰ دقیقه و ۲۷ ثانیه | ۵۵°۰۰′شمالی ۱۴۷°۳۶′غربی / ۵۵٫۰°شمالی ۱۴۷٫۶°غربی | ۲۴ کیلومتر (۱۵ مایل)   |                 | [ ۱ ] |
| ۲۸ ژانویه ۱۹۷۴  | ۱۹:۱۳:۲۳           | ۹          | حلقه‌ای | ۰٫۹۶۰۲ | ۰۴ دقیقه و ۵۴ ثانیه | ۴°۱۲′جنوبی ۸۲°۰۰′شرقی / ۴٫۲°جنوبی ۸۲٫۰°شرقی     | ۱۵۲ کیلومتر (۹۴ مایل)  |                 | [ ۱ ] |
| ۲۴ ژوئیه ۱۹۷۴   | ۰۱:۱۸:۲۲           | ۱۴         | کامل   | ۱٫۰۶۰۱ | ۰۵ دقیقه و ۳۸ ثانیه | ۱۲°۵۴′شمالی ۱۱°۱۸′غربی / ۱۲٫۹°شمالی ۱۱٫۳°غربی   | ۲۰۱ کیلومتر (۱۲۵ مایل) |                 | [ ۱ ] |
| ۱۷ ژانویه ۱۹۷۳  | ۲۰:۴۳:۴۳           | ۱۹         | جزئی   | ۰٫۸۶۷۷ | —                   | ۶۴°۲۴′شمالی ۳۸°۰۰′شرقی / ۶۴٫۴°شمالی ۳۸٫۰°شرقی   | —                      |                 | [ ۱ ] |
| ۱۲ ژوئیه ۱۹۷۳   | ۱۸:۰۹:۳۲           | ۲۴         | کامل   | ۱٫۰۶۰۳ | ۰۴ دقیقه و ۵۰ ثانیه | ۴۰°۴۲′جنوبی ۸۹°۳۶′شرقی / ۴۰٫۷°جنوبی ۸۹٫۶°شرقی   | ۴۶۴ کیلومتر (۲۸۸ مایل) |                 | [ ۱ ] |
| ۷ دسامبر ۱۹۷۳   | ۰۳:۳۸:۵۷           | -۹         | جزئی   | ۰٫۵۳۴۷ | —                   | ۶۸°۲۴′جنوبی ۱۵۴°۲۴′شرقی / ۶۸٫۴°جنوبی ۱۵۴٫۴°شرقی | —                      |                 | [ ۱ ] |
| ۲ ژوئن ۱۹۷۲     | ۲۳:۵۰:۳۱           | -۴         | حلقه‌ای | ۰٫۹۹۹۲ | ۰۰ دقیقه و ۰۳ ثانیه | ۸۱°۲۴′شمالی ۷۹°۴۸′غربی / ۸۱٫۴°شمالی ۷۹٫۸°غربی   | ۸ کیلومتر (۵٫۰ مایل)   |                 | [ ۱ ] |
| ۲۶ نوامبر ۱۹۷۲  | ۱۲:۲۲:۲۳           | ۱          | مرکب   | ۱٫۰۰۶۹ | ۰۰ دقیقه و ۳۴ ثانیه | ۴۷°۴۲′جنوبی ۱۷۵°۱۸′شرقی / ۴۷٫۷°جنوبی ۱۷۵٫۳°شرقی | ۲۸ کیلومتر (۱۷ مایل)   |                 | [ ۱ ] |
| ۲۳ مه ۱۹۷۱      | ۰۵:۵۳:۰۴           | ۶          | حلقه‌ای | ۰٫۹۶۲۵ | ۰۴ دقیقه و ۲۳ ثانیه | ۲۶°۴۸′شمالی ۸۲°۴۲′غربی / ۲۶٫۸°شمالی ۸۲٫۷°غربی   | ۱۳۸ کیلومتر (۸۶ مایل)  |                 | [ ۱ ] |
| ۱۶ نوامبر ۱۹۷۱  | ۰۲:۴۱:۰۹           | ۱۱         | کامل   | ۱٫۰۴۴۲ | ۰۴ دقیقه و ۱۰ ثانیه | ۴°۲۴′جنوبی ۲۹°۱۸′غربی / ۴٫۴°جنوبی ۲۹٫۳°غربی     | ۱۵۰ کیلومتر (۹۳ مایل)  |                 | [ ۱ ] |
| ۱۲ مه ۱۹۷۰      | ۰۶:۴۵:۳۸           | ۱۶         | حلقه‌ای | ۰٫۹۴۸۵ | ۰۶ دقیقه و ۲۴ ثانیه | ۲۲°۰۶′جنوبی ۸۳°۳۰′غربی / ۲۲٫۱°جنوبی ۸۳٫۵°غربی   | ۲۳۱ کیلومتر (۱۴۴ مایل) |                 | [ ۱ ] |
| ۵ نوامبر ۱۹۷۰   | ۱۸:۱۰:۵۹           | ۲۱         | کامل   | ۱٫۰۲۳۳ | ۰۱ دقیقه و ۵۱ ثانیه | ۴۵°۰۶′شمالی ۱۱۵°۰۶′شرقی / ۴۵٫۱°شمالی ۱۱۵٫۱°شرقی | ۱۴۹ کیلومتر (۹۳ مایل)  |                 | [ ۱ ] |
| ۳۱ مارس ۱۹۶۹    | ۲۲:۱۳:۱۷           | -۱۲        | جزئی   | ۰٫۲۸۴۳ | —                   | ۷۱°۳۰′شمالی ۴۲°۵۴′غربی / ۷۱٫۵°شمالی ۴۲٫۹°غربی   | —                      |                 | [ ۱ ] |
| ۳۰ آوریل ۱۹۶۹   | ۰۹:۳۴:۰۲           | ۲۶         | جزئی   | ۰٫۴۱۱۰ | —                   | ۷۱°۱۲′جنوبی ۷۰°۳۶′غربی / ۷۱٫۲°جنوبی ۷۰٫۶°غربی   | —                      |                 | [ ۱ ] |
| ۲۵ سپتامبر ۱۹۶۹ | ۱۵:۱۳:۲۲           | -۷         | جزئی   | ۰٫۴۶۲۸ | —                   | ۷۱°۳۰′جنوبی ۶۹°۱۸′شرقی / ۷۱٫۵°جنوبی ۶۹٫۳°شرقی   | —                      |                 | [ ۱ ] |
| ۲۱ مارس ۱۹۶۸    | ۱۱:۰۳:۱۲           | -۲         | کامل   | ۱٫۰۵۳۷ | ۰۴ دقیقه و ۳۸ ثانیه | ۲۷°۴۸′شمالی ۱۶۳°۳۶′غربی / ۲۷٫۸°شمالی ۱۶۳٫۶°غربی | ۲۱۸ کیلومتر (۱۳۵ مایل) |                 | [ ۱ ] |
| ۱۴ سپتامبر ۱۹۶۸ | ۱۶:۵۹:۱۹           | ۳          | حلقه‌ای | ۰٫۹۲۳۲ | ۰۹ دقیقه و ۲۷ ثانیه | ۲۷°۲۴′جنوبی ۱۰۴°۳۶′شرقی / ۲۷٫۴°جنوبی ۱۰۴٫۶°شرقی | ۳۶۸ کیلومتر (۲۲۹ مایل) |                 | [ ۱ ] |
| ۱۱ مارس ۱۹۶۷    | ۰۳:۴۲:۱۴           | ۸          | کامل   | ۱٫۰۷۱۹ | ۰۶ دقیقه و ۱۴ ثانیه | ۱۸°۴۲′جنوبی ۳۸°۴۲′غربی / ۱۸٫۷°جنوبی ۳۸٫۷°غربی   | ۲۳۶ کیلومتر (۱۴۷ مایل) |                 | [ ۱ ] |
| ۳ سپتامبر ۱۹۶۷  | ۱۶:۳۵:۱۸           | ۱۳         | حلقه‌ای | ۰٫۹۳۹۰ | ۰۷ دقیقه و ۴۱ ثانیه | ۱۸°۳۰′شمالی ۱۲۳°۱۸′شرقی / ۱۸٫۵°شمالی ۱۲۳٫۳°شرقی | ۲۲۷ کیلومتر (۱۴۱ مایل) |                 | [ ۱ ] |
| ۲۸ فوریه ۱۹۶۶   | ۱۹:۳۳:۰۱           | ۱۸         | کامل   | ۱٫۰۲۷۹ | ۰۱ دقیقه و ۴۴ ثانیه | ۷۱°۵۴′جنوبی ۱۲۵°۰۰′شرقی / ۷۱٫۹°جنوبی ۱۲۵٫۰°شرقی | ۲۰۸ کیلومتر (۱۲۹ مایل) |                 | [ ۱ ] |
| ۲۳ اوت ۱۹۶۶     | ۲۱:۲۵:۱۳           | ۲۳         | حلقه‌ای | ۰٫۹۸۳۱ | ۰۱ دقیقه و ۱۴ ثانیه | ۶۷°۵۴′شمالی ۷۳°۱۲′شرقی / ۶۷٫۹°شمالی ۷۳٫۲°شرقی   | ۹۸ کیلومتر (۶۱ مایل)   |                 | [ ۱ ] |
| ۱۹ ژانویه ۱۹۶۵  | ۱۵:۱۱:۴۹           | -۱۰        | جزئی   | ۰٫۶۶۸۶ | —                   | ۶۶°۴۲′شمالی ۱۴۵°۲۴′شرقی / ۶۶٫۷°شمالی ۱۴۵٫۴°شرقی | —                      |                 | [ ۱ ] |
| ۱۴ ژوئیه ۱۹۶۵   | ۰۱:۱۴:۵۳           | -۵         | جزئی   | ۰٫۷۸۲۱ | —                   | ۶۵°۴۸′جنوبی ۰°۰۶′شرقی / ۶۵٫۸°جنوبی ۰٫۱°شرقی     | —                      |                 | [ ۱ ] |
| ۱۲ اوت ۱۹۶۵     | ۰۹:۳۵:۴۴           | ۳۳         | جزئی   | ۰٫۱۵۴۰ | —                   | ۶۸°۳۰′شمالی ۲۵°۱۲′شرقی / ۶۸٫۵°شمالی ۲۵٫۲°شرقی   | —                      |                 | [ ۱ ] |
| ۷ ژانویه ۱۹۶۴   | ۱۵:۱۹:۱۸           | ۰          | حلقه‌ای | ۰٫۹۲۱۵ | ۱۱ دقیقه و ۲۶ ثانیه | ۵°۲۴′شمالی ۱۴۴°۴۸′شرقی / ۵٫۴°شمالی ۱۴۴٫۸°شرقی   | ۳۴۰ کیلومتر (۲۱۰ مایل) |                 | [ ۱ ] |
| ۳ ژوئیه ۱۹۶۴    | ۱۸:۱۲:۵۹           | ۵          | کامل   | ۱٫۰۶۴۶ | ۰۶ دقیقه و ۱۲ ثانیه | ۰°۰۶′جنوبی ۹۸°۱۸′شرقی / ۰٫۱°جنوبی ۹۸٫۳°شرقی     | ۲۳۱ کیلومتر (۱۴۴ مایل) |                 | [ ۱ ] |
| ۲۷ دسامبر ۱۹۶۴  | ۱۵:۵۴:۰۴           | ۱۰         | حلقه‌ای | ۰٫۹۴۶۴ | ۰۵ دقیقه و ۵۴ ثانیه | ۳۵°۵۴′جنوبی ۱۲۹°۳۶′شرقی / ۳۵٫۹°جنوبی ۱۲۹٫۶°شرقی | ۲۰۲ کیلومتر (۱۲۶ مایل) |                 | [ ۱ ] |
| ۲۳ ژوئن ۱۹۶۳    | ۰۸:۲۰:۵۹           | ۱۵         | کامل   | ۱٫۰۱۹۳ | ۰۱ دقیقه و ۴۱ ثانیه | ۴۳°۰۰′شمالی ۱۲۴°۱۲′غربی / ۴۳٫۰°شمالی ۱۲۴٫۲°غربی | ۷۱ کیلومتر (۴۴ مایل)   |                 | [ ۱ ] |
| ۱۶ دسامبر ۱۹۶۳  | ۲۳:۰۳:۱۵           | ۲۰         | حلقه‌ای | ۰٫۹۸۹۳ | ۰۰ دقیقه و ۳۹ ثانیه | ۷۶°۱۸′جنوبی ۴۷°۱۸′غربی / ۷۶٫۳°جنوبی ۴۷٫۳°غربی   | ۸۵ کیلومتر (۵۳ مایل)   |                 | [ ۱ ] |
| ۱۲ ژوئن ۱۹۶۲    | ۱۵:۵۱:۴۶           | ۲۵         | جزئی   | ۰٫۶۷۹۷ | —                   | ۶۳°۰۶′شمالی ۱۰°۱۸′غربی / ۶۳٫۱°شمالی ۱۰٫۳°غربی   | —                      |                 | [ ۱ ] |
| ۷ نوامبر ۱۹۶۲   | ۰۱:۴۶:۱۱           | -۸         | جزئی   | ۰٫۶۹۱۰ | —                   | ۶۱°۰۶′شمالی ۵۰°۱۲′شرقی / ۶۱٫۱°شمالی ۵۰٫۲°شرقی   | —                      |                 | [ ۱ ] |
| ۶ دسامبر ۱۹۶۲   | ۱۲:۳۱:۳۳           | ۳۰         | جزئی   | ۰٫۰۴۲۸ | —                   | ۶۲°۵۴′جنوبی ۴۴°۴۲′شرقی / ۶۲٫۹°جنوبی ۴۴٫۷°شرقی   | —                      |                 | [ ۱ ] |
| ۲ مه ۱۹۶۱       | ۰۲:۳۹:۴۰           | -۳         | حلقه‌ای | ۰٫۹۴۷۹ | ۰۴ دقیقه و ۴۹ ثانیه | ۴۵°۱۲′جنوبی ۴°۴۲′شرقی / ۴۵٫۲°جنوبی ۴٫۷°شرقی     | ۴۱۰ کیلومتر (۲۵۰ مایل) |                 | [ ۱ ] |
| ۲۶ اکتبر ۱۹۶۱   | ۱۶:۴۵:۱۰           | ۲          | کامل   | ۱٫۰۱۷۵ | ۰۱ دقیقه و ۳۱ ثانیه | ۲۱°۰۰′شمالی ۱۳۲°۱۲′شرقی / ۲۱٫۰°شمالی ۱۳۲٫۲°شرقی | ۷۰ کیلومتر (۴۳ مایل)   |                 | [ ۱ ] |
| ۲۱ آوریل ۱۹۶۰   | ۰۷:۰۷:۲۹           | ۷          | حلقه‌ای | ۰٫۹۹۷۷ | ۰۰ دقیقه و ۱۴ ثانیه | ۰°۳۶′شمالی ۹۴°۴۲′غربی / ۰٫۶°شمالی ۹۴٫۷°غربی     | ۸ کیلومتر (۵٫۰ مایل)   |                 | [ ۱ ] |
| ۱۶ اکتبر ۱۹۶۰   | ۰۳:۰۱:۴۴           | ۱۲         | حلقه‌ای | ۰٫۹۶۶۵ | ۰۳ دقیقه و ۲۳ ثانیه | ۱۱°۰۶′جنوبی ۴۲°۰۰′غربی / ۱۱٫۱°جنوبی ۴۲٫۰°غربی   | ۱۲۲ کیلومتر (۷۶ مایل)  |                 | [ ۱ ] |
| ۱۰ آوریل ۱۹۵۹   | ۱۸:۴۵:۵۲           | ۱۷         | کامل   | ۱٫۰۴۶۸ | ۰۳ دقیقه و ۳۲ ثانیه | ۳۷°۰۰′شمالی ۶۴°۴۲′شرقی / ۳۷٫۰°شمالی ۶۴٫۷°شرقی   | ۲۰۶ کیلومتر (۱۲۸ مایل) |                 | [ ۱ ] |
| ۵ اکتبر ۱۹۵۹    | ۰۶:۰۲:۲۰           | ۲۲         | حلقه‌ای | ۰٫۹۱۸۳ | ۰۷ دقیقه و ۱۶ ثانیه | ۴۹°۴۸′جنوبی ۱۲۴°۳۶′غربی / ۴۹٫۸°جنوبی ۱۲۴٫۶°غربی | ۶۶۴ کیلومتر (۴۱۳ مایل) |                 | [ ۱ ] |
| ۲ مارس ۱۹۵۸     | ۰۳:۴۳:۵۷           | -۱۱        | جزئی   | ۰٫۷۱۶۹ | —                   | ۶۱°۲۴′جنوبی ۷۴°۳۰′شرقی / ۶۱٫۴°جنوبی ۷۴٫۵°شرقی   | —                      |                 | [ ۱ ] |
| ۳۱ مارس ۱۹۵۸    | ۱۱:۱۰:۳۳           | ۲۷         | جزئی   | ۰٫۲۹۸۶ | —                   | ۶۰°۴۲′شمالی ۱۱۹°۳۰′شرقی / ۶۰٫۷°شمالی ۱۱۹٫۵°شرقی | —                      |                 | [ ۱ ] |
| ۲۵ اوت ۱۹۵۸     | ۱۲:۱۲:۴۳           | -۶         | جزئی   | ۰٫۲۸۸۴ | —                   | ۶۲°۰۰′شمالی ۴۸°۱۲′غربی / ۶۲٫۰°شمالی ۴۸٫۲°غربی   | —                      |                 | [ ۱ ] |
| ۲۴ سپتامبر ۱۹۵۸ | ۰۵:۱۲:۵۸           | ۳۲         | جزئی   | ۰٫۰۰۶۱ | —                   | ۶۰°۴۲′جنوبی ۱۴۷°۰۶′غربی / ۶۰٫۷°جنوبی ۱۴۷٫۱°غربی | —                      |                 | [ ۱ ] |
| ۱۹ فوریه ۱۹۵۷   | ۱۸:۲۵:۲۴           | -۱         | کامل   | ۱٫۰۱۷۶ | ۰۱ دقیقه و ۲۵ ثانیه | ۴۲°۱۲′جنوبی ۱۱۱°۵۴′شرقی / ۴۲٫۲°جنوبی ۱۱۱٫۹°شرقی | ۶۸ کیلومتر (۴۲ مایل)   |                 | [ ۱ ] |
| ۱۳ اوت ۱۹۵۷     | ۱۹:۱۷:۱۰           | ۴          | مرکب   | ۱٫۰۰۵۴ | ۰۰ دقیقه و ۲۵ ثانیه | ۵۴°۲۴′شمالی ۱۰۰°۴۸′شرقی / ۵۴٫۴°شمالی ۱۰۰٫۸°شرقی | ۲۳ کیلومتر (۱۴ مایل)   |                 | [ ۱ ] |
| ۸ فوریه ۱۹۵۶    | ۰۲:۴۷:۵۰           | ۹          | حلقه‌ای | ۰٫۹۶۰۸ | ۰۴ دقیقه و ۴۱ ثانیه | ۴°۲۴′جنوبی ۳۳°۲۴′غربی / ۴٫۴°جنوبی ۳۳٫۴°غربی     | ۱۴۸ کیلومتر (۹۲ مایل)  |                 | [ ۱ ] |
| ۳ اوت ۱۹۵۶      | ۰۹:۰۸:۵۴           | ۱۴         | کامل   | ۱٫۰۵۸۹ | ۰۵ دقیقه و ۲۲ ثانیه | ۱۴°۳۰′شمالی ۱۳۰°۰۶′غربی / ۱۴٫۵°شمالی ۱۳۰٫۱°غربی | ۱۹۶ کیلومتر (۱۲۲ مایل) |                 | [ ۱ ] |
| ۲۸ ژانویه ۱۹۵۵  | ۰۴:۰۹:۲۹           | ۱۹         | حلقه‌ای | ۰٫۹۲۰۷ | —                   | ۶۳°۲۴′شمالی ۸۴°۵۴′غربی / ۶۳٫۴°شمالی ۸۴٫۹°غربی   | —                      |                 | [ ۱ ] |
| ۲۴ ژوئیه ۱۹۵۵   | ۰۱:۵۴:۴۲           | ۲۴         | کامل   | ۱٫۰۵۸۰ | ۰۴ دقیقه و ۵۱ ثانیه | ۳۴°۰۶′جنوبی ۳۱°۳۰′غربی / ۳۴٫۱°جنوبی ۳۱٫۵°غربی   | ۳۶۱ کیلومتر (۲۲۴ مایل) |                 | [ ۱ ] |
| ۱۸ دسامبر ۱۹۵۵  | ۱۱:۵۲:۵۰           | -۹         | جزئی   | ۰٫۵۳۱۸ | —                   | ۶۷°۱۸′جنوبی ۱۷°۴۲′شرقی / ۶۷٫۳°جنوبی ۱۷٫۷°شرقی   | —                      |                 | [ ۱ ] |
| ۱۴ ژوئن ۱۹۵۴    | ۰۶:۴۶:۲۶           | -۴         | جزئی   | ۰٫۹۴۸۹ | —                   | ۶۸°۰۰′شمالی ۹۹°۰۶′شرقی / ۶۸٫۰°شمالی ۹۹٫۱°شرقی   | —                      |                 | [ ۱ ] |
| ۷ دسامبر ۱۹۵۴   | ۲۱:۰۳:۱۰           | ۱          | مرکب   | ۱٫۰۱۰۷ | ۰۰ دقیقه و ۵۲ ثانیه | ۵۰°۴۸′جنوبی ۴۶°۲۴′شرقی / ۵۰٫۸°جنوبی ۴۶٫۴°شرقی   | ۴۳ کیلومتر (۲۷ مایل)   |                 | [ ۱ ] |
| ۲ ژوئن ۱۹۵۳     | ۱۲:۱۸:۰۳           | ۶          | حلقه‌ای | ۰٫۹۵۹۵ | ۰۴ دقیقه و ۳۴ ثانیه | ۳۴°۵۴′شمالی ۱۷۸°۳۰′شرقی / ۳۴٫۹°شمالی ۱۷۸٫۵°شرقی | ۱۵۳ کیلومتر (۹۵ مایل)  |                 | [ ۱ ] |
| ۲۶ نوامبر ۱۹۵۳  | ۱۱:۳۴:۲۴           | ۱۱         | کامل   | ۱٫۰۴۵۲ | ۰۴ دقیقه و ۱۸ ثانیه | ۷°۴۲′جنوبی ۱۶۴°۴۲′غربی / ۷٫۷°جنوبی ۱۶۴٫۷°غربی   | ۱۵۳ کیلومتر (۹۵ مایل)  |                 | [ ۱ ] |
| ۲۲ مه ۱۹۵۲      | ۱۳:۰۲:۱۶           | ۱۶         | حلقه‌ای | ۰٫۹۵۰۲ | ۰۶ دقیقه و ۳۴ ثانیه | ۱۳°۰۶′جنوبی ۱۷۶°۵۴′شرقی / ۱۳٫۱°جنوبی ۱۷۶٫۹°شرقی | ۲۰۹ کیلومتر (۱۳۰ مایل) |                 | [ ۱ ] |
| ۱۶ نوامبر ۱۹۵۲  | ۰۳:۰۰:۴۱           | ۲۱         | کامل   | ۱٫۰۲۱۱ | ۰۱ دقیقه و ۴۴ ثانیه | ۴۲°۲۴′شمالی ۲۲°۴۸′غربی / ۴۲٫۴°شمالی ۲۲٫۸°غربی   | ۱۳۷ کیلومتر (۸۵ مایل)  |                 | [ ۱ ] |
| ۱۲ آوریل ۱۹۵۱   | ۰۵:۱۴:۴۰           | -۱۲        | جزئی   | ۰٫۱۶۴۲ | —                   | ۷۱°۳۰′شمالی ۱۶۴°۰۰′غربی / ۷۱٫۵°شمالی ۱۶۴٫۰°غربی | —                      |                 | [ ۱ ] |
| ۱۱ مه ۱۹۵۱      | ۱۶:۱۲:۲۱           | ۲۶         | جزئی   | ۰٫۵۶۲۱ | —                   | ۷۰°۳۶′جنوبی ۱۷۴°۳۶′شرقی / ۷۰٫۶°جنوبی ۱۷۴٫۶°شرقی | —                      |                 | [ ۱ ] |
| ۶ اکتبر ۱۹۵۱    | ۲۳:۱۸:۰۱           | -۷         | جزئی   | ۰٫۴۳۸۷ | —                   | ۷۱°۴۲′جنوبی ۶۷°۵۴′غربی / ۷۱٫۷°جنوبی ۶۷٫۹°غربی   | —                      |                 | [ ۱ ] |
| ۱ آوریل ۱۹۵۰    | ۱۸:۳۳:۴۳           | -۲         | کامل   | ۱٫۰۵۷۶ | ۰۴ دقیقه و ۳۹ ثانیه | ۳۶°۰۰′شمالی ۷۷°۴۸′شرقی / ۳۶٫۰°شمالی ۷۷٫۸°شرقی   | ۲۴۸ کیلومتر (۱۵۴ مایل) |                 | [ ۱ ] |
| ۲۶ سپتامبر ۱۹۵۰ | ۰۰:۳۷:۴۹           | ۳          | حلقه‌ای | ۰٫۹۱۹۷ | ۰۹ دقیقه و ۲۵ ثانیه | ۳۲°۴۸′جنوبی ۱۴°۲۴′غربی / ۳۲٫۸°جنوبی ۱۴٫۴°غربی   | ۳۹۴ کیلومتر (۲۴۵ مایل) |                 | [ ۱ ] |
| ۲۱ مارس ۱۹۴۹    | ۱۱:۲۵:۳۲           | ۸          | کامل   | ۱٫۰۷۴۲ | ۰۶ دقیقه و ۳۱ ثانیه | ۱۱°۲۴′جنوبی ۱۵۸°۰۶′غربی / ۱۱٫۴°جنوبی ۱۵۸٫۱°غربی | ۲۴۲ کیلومتر (۱۵۰ مایل) |                 | [ ۱ ] |
| ۱۴ سپتامبر ۱۹۴۹ | ۰۰:۱۲:۲۷           | ۱۳         | حلقه‌ای | ۰٫۹۳۸۰ | ۰۷ دقیقه و ۵۱ ثانیه | ۱۳°۰۶′شمالی ۶°۳۶′شرقی / ۱۳٫۱°شمالی ۶٫۶°شرقی     | ۲۳۱ کیلومتر (۱۴۴ مایل) |                 | [ ۱ ] |
| ۱۱ مارس ۱۹۴۸    | ۰۳:۱۱:۵۱           | ۱۸         | کامل   | ۱٫۰۲۹۴ | ۰۱ دقیقه و ۵۹ ثانیه | ۶۳°۱۸′جنوبی ۴°۱۸′غربی / ۶۳٫۳°جنوبی ۴٫۳°غربی     | ۱۸۳ کیلومتر (۱۱۴ مایل) |                 | [ ۱ ] |
| ۳ سپتامبر ۱۹۴۸  | ۰۵:۱۷:۵۹           | ۲۳         | حلقه‌ای | ۰٫۹۸۳۹ | ۰۱ دقیقه و ۱۵ ثانیه | ۶۱°۰۰′شمالی ۴۸°۲۴′غربی / ۶۱٫۰°شمالی ۴۸٫۴°غربی   | ۸۸ کیلومتر (۵۵ مایل)   |                 | [ ۱ ] |
| ۲۹ ژانویه ۱۹۴۷  | ۲۲:۴۶:۲۵           | -۱۰        | جزئی   | ۰٫۶۱۱۰ | —                   | ۶۷°۴۸′شمالی ۱۸°۵۴′شرقی / ۶۷٫۸°شمالی ۱۸٫۹°شرقی   | —                      |                 | [ ۱ ] |
| ۲۵ ژوئیه ۱۹۴۷   | ۰۹:۰۱:۴۹           | -۵         | جزئی   | ۰٫۶۸۱۹ | —                   | ۶۶°۴۸′جنوبی ۱۲۹°۰۶′غربی / ۶۶٫۸°جنوبی ۱۲۹٫۱°غربی | —                      |                 | [ ۱ ] |
| ۲۳ اوت ۱۹۴۷     | ۱۷:۴۰:۳۵           | ۳۳         | جزئی   | ۰٫۲۲۶۲ | —                   | ۶۹°۲۴′شمالی ۱۰۹°۵۴′غربی / ۶۹٫۴°شمالی ۱۰۹٫۹°غربی | —                      |                 | [ ۱ ] |
| ۱۸ ژانویه ۱۹۴۶  | ۲۲:۵۱:۵۱           | ۰          | حلقه‌ای | ۰٫۹۲۴۳ | ۱۰ دقیقه و ۵۸ ثانیه | ۷°۴۸′شمالی ۲۸°۴۲′شرقی / ۷٫۸°شمالی ۲۸٫۷°شرقی     | ۳۳۳ کیلومتر (۲۰۷ مایل) |                 | [ ۱ ] |
| ۱۵ ژوئیه ۱۹۴۶   | ۰۱:۴۹:۲۵           | ۵          | کامل   | ۱٫۰۵۹۳ | ۰۵ دقیقه و ۴۸ ثانیه | ۴°۰۶′جنوبی ۱۸°۳۰′غربی / ۴٫۱°جنوبی ۱۸٫۵°غربی     | ۲۲۱ کیلومتر (۱۳۷ مایل) |                 | [ ۱ ] |
| ۷ ژانویه ۱۹۴۵   | ۲۳:۵۱:۲۹           | ۱۰         | حلقه‌ای | ۰٫۹۵۱۴ | ۰۵ دقیقه و ۲۴ ثانیه | ۳۵°۳۰′جنوبی ۱۱°۰۶′شرقی / ۳۵٫۵°جنوبی ۱۱٫۱°شرقی   | ۱۸۲ کیلومتر (۱۱۳ مایل) |                 | [ ۱ ] |
| ۳ ژوئیه ۱۹۴۵    | ۱۵:۳۰:۰۵           | ۱۵         | مرکب   | ۱٫۰۱۳۹ | ۰۱ دقیقه و ۱۶ ثانیه | ۴۰°۱۸′شمالی ۱۳۰°۲۴′شرقی / ۴۰٫۳°شمالی ۱۳۰٫۴°شرقی | ۵۰ کیلومتر (۳۱ مایل)   |                 | [ ۱ ] |
| ۲۷ دسامبر ۱۹۴۵  | ۰۷:۳۱:۳۹           | ۲۰         | حلقه‌ای | ۰٫۹۹۴۶ | ۰۰ دقیقه و ۲۰ ثانیه | ۸۰°۲۴′جنوبی ۱۶۹°۰۰′غربی / ۸۰٫۴°جنوبی ۱۶۹٫۰°غربی | ۴۱ کیلومتر (۲۵ مایل)   |                 | [ ۱ ] |
| ۲۲ ژوئن ۱۹۴۴    | ۲۲:۲۷:۰۶           | ۲۵         | جزئی   | ۰٫۸۱۱۳ | —                   | ۶۳°۵۴′شمالی ۱۲۰°۲۴′غربی / ۶۳٫۹°شمالی ۱۲۰٫۴°غربی | —                      |                 | [ ۱ ] |
| ۱۷ نوامبر ۱۹۴۴  | ۱۰:۴۰:۴۶           | -۸         | جزئی   | ۰٫۶۹۱۹ | —                   | ۶۱°۳۶′شمالی ۹۴°۰۶′غربی / ۶۱٫۶°شمالی ۹۴٫۱°غربی   | —                      |                 | [ ۱ ] |
| ۱۶ دسامبر ۱۹۴۴  | ۲۱:۱۸:۴۸           | ۳۰         | جزئی   | ۰٫۰۵۱۲ | —                   | ۶۳°۴۲′جنوبی ۹۸°۲۴′غربی / ۶۳٫۷°جنوبی ۹۸٫۴°غربی   | —                      |                 | [ ۱ ] |
| ۱۳ مه ۱۹۴۳      | ۰۸:۵۹:۵۱           | -۳         | حلقه‌ای | ۰٫۹۴۶۲ | ۰۴ دقیقه و ۳۴ ثانیه | ۵۴°۴۸′جنوبی ۸۱°۳۰′غربی / ۵۴٫۸°جنوبی ۸۱٫۵°غربی   | ۹۷۸ کیلومتر (۶۰۸ مایل) |                 | [ ۱ ] |
| ۷ نوامبر ۱۹۴۳   | ۰۱:۲۹:۵۵           | ۲          | مرکب   | ۱٫۰۱۴۳ | ۰۱ دقیقه و ۱۷ ثانیه | ۱۷°۲۴′شمالی ۲°۱۲′غربی / ۱۷٫۴°شمالی ۲٫۲°غربی     | ۵۷ کیلومتر (۳۵ مایل)   |                 | [ ۱ ] |
| ۲ مه ۱۹۴۲       | ۱۳:۵۷:۲۰           | ۷          | مرکب   | ۱٫۰۰۲۱ | ۰۰ دقیقه و ۱۲ ثانیه | ۰°۳۰′شمالی ۱۶۱°۵۴′شرقی / ۰٫۵°شمالی ۱۶۱٫۹°شرقی   | ۷ کیلومتر (۴٫۳ مایل)   |                 | [ ۱ ] |
| ۲۷ اکتبر ۱۹۴۲   | ۱۱:۲۱:۱۸           | ۱۲         | حلقه‌ای | ۰٫۹۶۲۳ | ۰۳ دقیقه و ۴۹ ثانیه | ۱۵°۳۰′جنوبی ۱۶۹°۰۶′غربی / ۱۵٫۵°جنوبی ۱۶۹٫۱°غربی | ۱۳۸ کیلومتر (۸۶ مایل)  |                 | [ ۱ ] |
| ۲۱ آوریل ۱۹۴۱   | ۰۲:۰۴:۳۶           | ۱۷         | کامل   | ۱٫۰۵۲۴ | ۰۳ دقیقه و ۵۶ ثانیه | ۳۶°۴۸′شمالی ۴۴°۴۲′غربی / ۳۶٫۸°شمالی ۴۴٫۷°غربی   | ۲۱۳ کیلومتر (۱۳۲ مایل) |                 | [ ۱ ] |
| ۱۵ اکتبر ۱۹۴۱   | ۱۳:۵۶:۲۵           | ۲۲         | حلقه‌ای | ۰٫۹۱۵۶ | ۰۷ دقیقه و ۱۷ ثانیه | ۵۲°۱۸′جنوبی ۱۱۲°۱۲′شرقی / ۵۲٫۳°جنوبی ۱۱۲٫۲°شرقی | ۶۶۲ کیلومتر (۴۱۱ مایل) |                 | [ ۱ ] |
| ۱۲ مارس ۱۹۴۰    | ۱۱:۳۱:۵۸           | -۱۱        | جزئی   | ۰٫۶۱۳۳ | —                   | ۶۱°۰۰′جنوبی ۵۳°۰۶′غربی / ۶۱٫۰°جنوبی ۵۳٫۱°غربی   | —                      |                 | [ ۱ ] |
| ۱۰ آوریل ۱۹۴۰   | ۱۸:۴۲:۳۶           | ۲۷         | جزئی   | ۰٫۴۲۵۹ | —                   | ۶۰°۳۶′شمالی ۴°۰۶′غربی / ۶۰٫۶°شمالی ۴٫۱°غربی     | —                      |                 | [ ۱ ] |
| ۴ سپتامبر ۱۹۴۰  | ۱۹:۴۷:۲۰           | -۶         | جزئی   | ۰٫۲۳۸۴ | —                   | ۶۱°۲۴′شمالی ۱۷۲°۳۶′غربی / ۶۱٫۴°شمالی ۱۷۲٫۶°غربی | —                      |                 | [ ۱ ] |
| ۴ اکتبر ۱۹۴۰    | ۱۳:۰۰:۵۸           | ۳۲         | جزئی   | ۰٫۰۳۶۷ | —                   | ۶۰°۳۰′جنوبی ۸۵°۲۴′شرقی / ۶۰٫۵°جنوبی ۸۵٫۴°شرقی   | —                      |                 | [ ۱ ] |
| ۲ مارس ۱۹۳۹     | ۰۲:۰۵:۱۲           | -۱         | کامل   | ۱٫۰۱۶۹ | ۰۱ دقیقه و ۲۱ ثانیه | ۴۱°۰۰′جنوبی ۲°۰۶′غربی / ۴۱٫۰°جنوبی ۲٫۱°غربی     | ۶۷ کیلومتر (۴۲ مایل)   |                 | [ ۱ ] |
| ۲۵ اوت ۱۹۳۹     | ۰۳:۰۹:۴۰           | ۴          | مرکب   | ۱٫۰۰۵۰ | ۰۰ دقیقه و ۲۳ ثانیه | ۵۲°۳۶′شمالی ۱۵°۰۰′غربی / ۵۲٫۶°شمالی ۱۵٫۰°غربی   | ۲۲ کیلومتر (۱۴ مایل)   |                 | [ ۱ ] |
| ۱۹ فوریه ۱۹۳۸   | ۱۰:۰۹:۱۸           | ۹          | حلقه‌ای | ۰٫۹۶۱۳ | ۰۴ دقیقه و ۲۹ ثانیه | ۴°۲۴′جنوبی ۱۴۵°۱۸′غربی / ۴٫۴°جنوبی ۱۴۵٫۳°غربی   | ۱۴۴ کیلومتر (۸۹ مایل)  |                 | [ ۱ ] |
| ۱۴ اوت ۱۹۳۸     | ۱۷:۰۹:۴۱           | ۱۴         | کامل   | ۱٫۰۵۷۴ | ۰۵ دقیقه و ۰۵ ثانیه | ۱۴°۴۸′شمالی ۱۰۸°۴۲′شرقی / ۱۴٫۸°شمالی ۱۰۸٫۷°شرقی | ۱۹۰ کیلومتر (۱۲۰ مایل) |                 | [ ۱ ] |
| ۸ فوریه ۱۹۳۷    | ۱۱:۲۴:۳۸           | ۱۹         | حلقه‌ای | ۰٫۹۲۰۲ | ۰۷ دقیقه و ۳۸ ثانیه | ۵۳°۵۴′شمالی ۱۶۷°۴۲′شرقی / ۵۳٫۹°شمالی ۱۶۷٫۷°شرقی | —                      |                 | [ ۱ ] |
| ۳ اوت ۱۹۳۷      | ۰۹:۴۶:۱۹           | ۲۴         | کامل   | ۱٫۰۵۴۸ | ۰۴ دقیقه و ۴۰ ثانیه | ۲۹°۴۸′جنوبی ۱۵۳°۲۴′غربی / ۲۹٫۸°جنوبی ۱۵۳٫۴°غربی | ۳۰۰ کیلومتر (۱۹۰ مایل) |                 | [ ۱ ] |
| ۲۸ دسامبر ۱۹۳۷  | ۲۰:۰۲:۳۲           | -۹         | جزئی   | ۰٫۵۲۱۶ | —                   | ۶۶°۱۲′جنوبی ۱۱۷°۲۴′غربی / ۶۶٫۲°جنوبی ۱۱۷٫۴°غربی | —                      |                 | [ ۱ ] |
| ۲۴ ژوئن ۱۹۳۶    | ۱۳:۴۳:۰۱           | -۴         | جزئی   | ۰٫۸۰۷۳ | —                   | ۶۷°۰۰′شمالی ۱۸°۰۰′غربی / ۶۷٫۰°شمالی ۱۸٫۰°غربی   | —                      |                 | [ ۱ ] |
| ۱۸ دسامبر ۱۹۳۶  | ۰۵:۴۱:۰۱           | ۱          | مرکب   | ۱٫۰۱۵۰ | ۰۱ دقیقه و ۱۱ ثانیه | ۵۳°۱۲′جنوبی ۸۰°۳۰′غربی / ۵۳٫۲°جنوبی ۸۰٫۵°غربی   | ۶۰ کیلومتر (۳۷ مایل)   |                 | [ ۱ ] |
| ۱۳ ژوئن ۱۹۳۵    | ۱۸:۴۲:۵۲           | ۶          | حلقه‌ای | ۰٫۹۵۵۸ | ۰۴ دقیقه و ۴۴ ثانیه | ۴۲°۳۰′شمالی ۸۱°۰۰′شرقی / ۴۲٫۵°شمالی ۸۱٫۰°شرقی   | ۱۷۳ کیلومتر (۱۰۷ مایل) |                 | [ ۱ ] |
| ۷ دسامبر ۱۹۳۵   | ۲۰:۲۶:۳۰           | ۱۱         | کامل   | ۱٫۰۴۶۸ | ۰۴ دقیقه و ۲۸ ثانیه | ۱۰°۲۴′جنوبی ۶۰°۳۰′شرقی / ۱۰٫۴°جنوبی ۶۰٫۵°شرقی   | ۱۵۸ کیلومتر (۹۸ مایل)  |                 | [ ۱ ] |
| ۲ ژوئن ۱۹۳۴     | ۱۹:۲۰:۲۶           | ۱۶         | حلقه‌ای | ۰٫۹۵۱۲ | ۰۶ دقیقه و ۳۹ ثانیه | ۴°۴۸′جنوبی ۷۷°۴۲′شرقی / ۴٫۸°جنوبی ۷۷٫۷°شرقی     | ۱۹۵ کیلومتر (۱۲۱ مایل) |                 | [ ۱ ] |
| ۲۷ نوامبر ۱۹۳۴  | ۱۱:۴۹:۴۰           | ۲۱         | کامل   | ۱٫۰۱۹۴ | ۰۱ دقیقه و ۳۹ ثانیه | ۴۰°۰۶′شمالی ۱۶۰°۳۰′غربی / ۴۰٫۱°شمالی ۱۶۰٫۵°غربی | ۱۲۸ کیلومتر (۸۰ مایل)  |                 | [ ۱ ] |
| ۲۲ آوریل ۱۹۳۳   | ۱۲:۱۴:۵۱           | -۱۲        | جزئی   | ۰٫۰۴۰۱ | —                   | ۷۱°۱۲′شمالی ۷۵°۲۴′شرقی / ۷۱٫۲°شمالی ۷۵٫۴°شرقی   | —                      |                 | [ ۱ ] |
| ۲۱ مه ۱۹۳۳      | ۲۲:۵۲:۵۵           | ۲۶         | جزئی   | ۰٫۷۱۳۵ | —                   | ۶۹°۵۴′جنوبی ۵۹°۵۴′شرقی / ۶۹٫۹°جنوبی ۵۹٫۹°شرقی   | —                      |                 | [ ۱ ] |
| ۱۷ اکتبر ۱۹۳۳   | ۰۷:۲۷:۲۹           | -۷         | جزئی   | ۰٫۴۲۲۸ | —                   | ۷۱°۳۶′جنوبی ۱۵۳°۳۶′شرقی / ۷۱٫۶°جنوبی ۱۵۳٫۶°شرقی | —                      |                 | [ ۱ ] |
| ۱۲ آوریل ۱۹۳۲   | ۰۱:۵۹:۴۴           | -۲         | کامل   | ۱٫۰۶۰۸ | ۰۴ دقیقه و ۳۳ ثانیه | ۴۴°۴۸′شمالی ۴۰°۳۶′غربی / ۴۴٫۸°شمالی ۴۰٫۶°غربی   | ۲۸۴ کیلومتر (۱۷۶ مایل) |                 | [ ۱ ] |
| ۶ اکتبر ۱۹۳۲    | ۰۸:۲۳:۲۷           | ۳          | حلقه‌ای | ۰٫۹۱۶۷ | ۰۹ دقیقه و ۱۹ ثانیه | ۳۸°۰۰′جنوبی ۱۳۵°۰۶′غربی / ۳۸٫۰°جنوبی ۱۳۵٫۱°غربی | ۴۱۸ کیلومتر (۲۶۰ مایل) |                 | [ ۱ ] |
| ۱ آوریل ۱۹۳۱    | ۱۹:۰۲:۳۳           | ۸          | کامل   | ۱٫۰۷۶۰ | ۰۶ دقیقه و ۴۳ ثانیه | ۳°۴۲′جنوبی ۸۳°۳۶′شرقی / ۳٫۷°جنوبی ۸۳٫۶°شرقی     | ۲۴۶ کیلومتر (۱۵۳ مایل) |                 | [ ۱ ] |
| ۲۵ سپتامبر ۱۹۳۱ | ۰۷:۵۸:۲۵           | ۱۳         | حلقه‌ای | ۰٫۹۳۷۴ | ۰۷ دقیقه و ۵۵ ثانیه | ۷°۴۲′شمالی ۱۱۲°۳۰′غربی / ۷٫۷°شمالی ۱۱۲٫۵°غربی   | ۲۳۳ کیلومتر (۱۴۵ مایل) |                 | [ ۱ ] |
| ۲۲ مارس ۱۹۳۰    | ۱۰:۴۳:۰۱           | ۱۸         | کامل   | ۱٫۰۳۰۳ | ۰۲ دقیقه و ۱۳ ثانیه | ۵۴°۳۰′جنوبی ۱۲۷°۰۰′غربی / ۵۴٫۵°جنوبی ۱۲۷٫۰°غربی | ۱۶۴ کیلومتر (۱۰۲ مایل) |                 | [ ۱ ] |
| ۱۴ سپتامبر ۱۹۳۰ | ۱۳:۲۰:۵۲           | ۲۳         | حلقه‌ای | ۰٫۹۸۴۶ | ۰۱ دقیقه و ۱۴ ثانیه | ۵۴°۴۲′شمالی ۱۷۲°۴۸′غربی / ۵۴٫۷°شمالی ۱۷۲٫۸°غربی | ۸۰ کیلومتر (۵۰ مایل)   |                 | [ ۱ ] |
| ۱۰ فوریه ۱۹۲۹   | ۰۶:۱۱:۲۰           | -۱۰        | جزئی   | ۰٫۵۴۱۸ | —                   | ۶۸°۴۸′شمالی ۱۰۵°۴۸′غربی / ۶۸٫۸°شمالی ۱۰۵٫۸°غربی | —                      |                 | [ ۱ ] |
| ۴ اوت ۱۹۲۹      | ۱۶:۵۶:۰۴           | -۵         | جزئی   | ۰٫۵۹۳۲ | —                   | ۶۷°۴۸′جنوبی ۹۹°۲۴′شرقی / ۶۷٫۸°جنوبی ۹۹٫۴°شرقی   | —                      |                 | [ ۱ ] |
| ۳ سپتامبر ۱۹۲۹  | ۰۱:۵۳:۳۳           | ۳۳         | جزئی   | ۰٫۲۸۶۳ | —                   | ۷۰°۱۲′شمالی ۱۱۲°۲۴′شرقی / ۷۰٫۲°شمالی ۱۱۲٫۴°شرقی | —                      |                 | [ ۱ ] |
| ۲۹ ژانویه ۱۹۲۸  | ۰۶:۱۵:۴۸           | ۰          | حلقه‌ای | ۰٫۹۲۷۴ | ۱۰ دقیقه و ۱۸ ثانیه | ۱۱°۳۰′شمالی ۸۵°۴۲′غربی / ۱۱٫۵°شمالی ۸۵٫۷°غربی   | ۳۲۶ کیلومتر (۲۰۳ مایل) |                 | [ ۱ ] |
| ۲۵ ژوئیه ۱۹۲۸   | ۰۹:۳۱:۵۷           | ۵          | کامل   | ۱٫۰۵۳۵ | ۰۵ دقیقه و ۱۶ ثانیه | ۸°۳۶′جنوبی ۱۳۷°۱۸′غربی / ۸٫۶°جنوبی ۱۳۷٫۳°غربی   | ۲۰۸ کیلومتر (۱۲۹ مایل) |                 | [ ۱ ] |
| ۱۸ ژانویه ۱۹۲۷  | ۰۷:۴۰:۰۴           | ۱۰         | حلقه‌ای | ۰٫۹۵۷۰ | ۰۴ دقیقه و ۵۰ ثانیه | ۳۳°۳۰′جنوبی ۱۰۵°۳۰′غربی / ۳۳٫۵°جنوبی ۱۰۵٫۵°غربی | ۱۵۹ کیلومتر (۹۹ مایل)  |                 | [ ۱ ] |
| ۱۴ ژوئیه ۱۹۲۷   | ۲۲:۴۴:۴۳           | ۱۵         | مرکب   | ۱٫۰۰۷۹ | ۰۰ دقیقه و ۴۶ ثانیه | ۳۶°۴۸′شمالی ۲۲°۴۸′شرقی / ۳۶٫۸°شمالی ۲۲٫۸°شرقی   | ۲۸ کیلومتر (۱۷ مایل)   |                 | [ ۱ ] |
| ۷ ژانویه ۱۹۲۶   | ۱۵:۵۲:۴۸           | ۲۰         | مرکب   | ۱٫۰۰۰۶ | ۰۰ دقیقه و ۰۲ ثانیه | ۸۳°۰۶′جنوبی ۹۱°۲۴′شرقی / ۸۳٫۱°جنوبی ۹۱٫۴°شرقی   | ۴ کیلومتر (۲٫۵ مایل)   |                 | [ ۱ ] |
| ۴ ژوئیه ۱۹۲۶    | ۰۵:۰۷:۱۷           | ۲۵         | جزئی   | ۰٫۹۳۴۲ | —                   | ۶۴°۴۸′شمالی ۱۲۸°۰۰′شرقی / ۶۴٫۸°شمالی ۱۲۸٫۰°شرقی | —                      |                 | [ ۱ ] |
| ۲۸ نوامبر ۱۹۲۶  | ۱۹:۳۳:۵۰           | -۸         | جزئی   | ۰٫۶۹۰۴ | —                   | ۶۲°۱۸′شمالی ۱۲۱°۴۸′شرقی / ۶۲٫۳°شمالی ۱۲۱٫۸°شرقی | —                      |                 | [ ۱ ] |
| ۲۸ دسامبر ۱۹۲۶  | ۰۶:۰۰:۲۸           | ۳۰         | جزئی   | ۰٫۰۶۷۵ | —                   | ۶۴°۴۲′جنوبی ۱۱۹°۳۶′شرقی / ۶۴٫۷°جنوبی ۱۱۹٫۶°شرقی | —                      |                 | [ ۱ ] |
| ۲۳ مه ۱۹۲۵      | ۱۵:۲۱:۲۷           | -۳         | جزئی   | ۰٫۸۵۷۷ | —                   | ۶۱°۴۸′جنوبی ۱۷۰°۲۴′غربی / ۶۱٫۸°جنوبی ۱۷۰٫۴°غربی | —                      |                 | [ ۱ ] |
| ۱۷ نوامبر ۱۹۲۵  | ۱۰:۱۵:۳۶           | ۲          | مرکب   | ۱٫۰۱۱۶ | ۰۱ دقیقه و ۰۶ ثانیه | ۱۴°۱۲′شمالی ۱۳۷°۰۰′غربی / ۱۴٫۲°شمالی ۱۳۷٫۰°غربی | ۴۷ کیلومتر (۲۹ مایل)   |                 | [ ۱ ] |
| ۱۲ مه ۱۹۲۴      | ۲۰:۴۵:۰۴           | ۷          | مرکب   | ۱٫۰۰۵۹ | ۰۰ دقیقه و ۳۶ ثانیه | ۰°۱۲′جنوبی ۵۹°۰۶′شرقی / ۰٫۲°جنوبی ۵۹٫۱°شرقی     | ۲۱ کیلومتر (۱۳ مایل)   |                 | [ ۱ ] |
| ۶ نوامبر ۱۹۲۴   | ۱۹:۴۴:۱۸           | ۱۲         | حلقه‌ای | ۰٫۹۵۸۸ | ۰۴ دقیقه و ۱۴ ثانیه | ۱۹°۴۸′جنوبی ۶۳°۱۲′شرقی / ۱۹٫۸°جنوبی ۶۳٫۲°شرقی   | ۱۵۲ کیلومتر (۹۴ مایل)  |                 | [ ۱ ] |
| ۲ مه ۱۹۲۳       | ۰۹:۱۹:۵۰           | ۱۷         | کامل   | ۱٫۰۵۷۳ | ۰۴ دقیقه و ۱۸ ثانیه | ۳۶°۴۲′شمالی ۱۵۲°۴۸′غربی / ۳۶٫۷°شمالی ۱۵۲٫۸°غربی | ۲۱۹ کیلومتر (۱۳۶ مایل) |                 | [ ۱ ] |
| ۲۶ اکتبر ۱۹۲۳   | ۲۱:۵۵:۳۱           | ۲۲         | حلقه‌ای | ۰٫۹۱۳۴ | ۰۷ دقیقه و ۱۵ ثانیه | ۵۵°۳۶′جنوبی ۱۲°۴۲′غربی / ۵۵٫۶°جنوبی ۱۲٫۷°غربی   | ۶۷۱ کیلومتر (۴۱۷ مایل) |                 | [ ۱ ] |
| ۲۳ مارس ۱۹۲۲    | ۱۹:۱۲:۱۷           | -۱۱        | جزئی   | ۰٫۴۹۷۸ | —                   | ۶۰°۴۲′جنوبی ۱۷۸°۴۸′غربی / ۶۰٫۷°جنوبی ۱۷۸٫۸°غربی | —                      |                 | [ ۱ ] |
| ۲۲ آوریل ۱۹۲۲   | ۰۲:۱۰:۲۹           | ۲۷         | جزئی   | ۰٫۵۶۰۳ | —                   | ۶۰°۴۲′شمالی ۱۲۶°۴۲′غربی / ۶۰٫۷°شمالی ۱۲۶٫۷°غربی | —                      |                 | [ ۱ ] |
| ۱۶ سپتامبر ۱۹۲۲ | ۰۳:۳۲:۵۵           | -۶         | جزئی   | ۰٫۲۰۲۶ | —                   | ۶۱°۰۰′شمالی ۶۰°۱۸′شرقی / ۶۱٫۰°شمالی ۶۰٫۳°شرقی   | —                      |                 | [ ۱ ] |
| ۱۵ اکتبر ۱۹۲۲   | ۲۰:۵۶:۵۳           | ۳۲         | جزئی   | ۰٫۰۵۶۷ | —                   | ۶۰°۳۰′جنوبی ۴۴°۰۰′غربی / ۶۰٫۵°جنوبی ۴۴٫۰°غربی   | —                      |                 | [ ۱ ] |
| ۱۲ مارس ۱۹۲۱    | ۰۹:۳۶:۵۷           | -۱         | کامل   | ۱٫۰۱۵۸ | ۰۱ دقیقه و ۱۶ ثانیه | ۳۹°۵۴′جنوبی ۱۱۴°۲۴′غربی / ۳۹٫۹°جنوبی ۱۱۴٫۴°غربی | ۶۵ کیلومتر (۴۰ مایل)   |                 | [ ۱ ] |
| ۴ سپتامبر ۱۹۲۱  | ۱۱:۱۰:۵۴           | ۴          | مرکب   | ۱٫۰۰۴۶ | ۰۰ دقیقه و ۲۱ ثانیه | ۴۹°۵۴′شمالی ۱۳۴°۴۲′غربی / ۴۹٫۹°شمالی ۱۳۴٫۷°غربی | ۲۱ کیلومتر (۱۳ مایل)   |                 | [ ۱ ] |
| ۱ مارس ۱۹۲۰     | ۱۷:۲۲:۰۵           | ۹          | حلقه‌ای | ۰٫۹۶۱۹ | ۰۴ دقیقه و ۱۷ ثانیه | ۴°۰۶′جنوبی ۱۰۵°۱۲′شرقی / ۴٫۱°جنوبی ۱۰۵٫۲°شرقی   | ۱۴۰ کیلومتر (۸۷ مایل)  |                 | [ ۱ ] |
| ۲۵ اوت ۱۹۲۰     | ۰۱:۱۸:۰۷           | ۱۴         | کامل   | ۱٫۰۵۵۶ | ۰۴ دقیقه و ۴۹ ثانیه | ۱۳°۵۴′شمالی ۱۴°۳۰′غربی / ۱۳٫۹°شمالی ۱۴٫۵°غربی   | ۱۸۴ کیلومتر (۱۱۴ مایل) |                 | [ ۱ ] |
| ۱۸ فوریه ۱۹۱۹   | ۱۸:۲۹:۵۲           | ۱۹         | حلقه‌ای | ۰٫۹۲۵۵ | ۰۷ دقیقه و ۳۰ ثانیه | ۴۶°۰۰′شمالی ۶۱°۴۸′شرقی / ۴۶٫۰°شمالی ۶۱٫۸°شرقی   | ۷۵۵ کیلومتر (۴۶۹ مایل) |                 | [ ۱ ] |
| ۱۴ اوت ۱۹۱۹     | ۱۷:۴۵:۳۹           | ۲۴         | کامل   | ۱٫۰۵۱۰ | ۰۴ دقیقه و ۲۱ ثانیه | ۲۷°۱۸′جنوبی ۸۳°۰۶′شرقی / ۲۷٫۳°جنوبی ۸۳٫۱°شرقی   | ۲۵۶ کیلومتر (۱۵۹ مایل) |                 | [ ۱ ] |
| ۹ ژانویه ۱۹۱۸   | ۰۴:۰۶:۲۸           | -۹         | جزئی   | ۰٫۵۰۱۷ | —                   | ۶۵°۱۲′جنوبی ۱۰۹°۳۰′شرقی / ۶۵٫۲°جنوبی ۱۰۹٫۵°شرقی | —                      |                 | [ ۱ ] |
| ۵ ژوئیه ۱۹۱۸    | ۲۰:۴۴:۰۲           | -۴         | جزئی   | ۰٫۶۷۶۴ | —                   | ۶۶°۰۰′شمالی ۱۳۵°۴۲′غربی / ۶۶٫۰°شمالی ۱۳۵٫۷°غربی | —                      |                 | [ ۱ ] |
| ۴ اوت ۱۹۱۸      | ۰۷:۵۱:۳۷           | ۳۴         | جزئی   | ۰٫۰۳۴۶ | —                   | ۶۳°۳۰′جنوبی ۱۴۸°۵۴′غربی / ۶۳٫۵°جنوبی ۱۴۸٫۹°غربی | —                      |                 | [ ۱ ] |
| ۲۹ دسامبر ۱۹۱۸  | ۱۴:۱۳:۳۵           | ۱          | کامل   | ۱٫۰۱۹۷ | ۰۱ دقیقه و ۳۱ ثانیه | ۵۴°۴۸′جنوبی ۱۵۴°۵۴′شرقی / ۵۴٫۸°جنوبی ۱۵۴٫۹°شرقی | ۷۹ کیلومتر (۴۹ مایل)   |                 | [ ۱ ] |
| ۲۴ ژوئن ۱۹۱۷    | ۰۱:۱۲:۰۹           | ۶          | حلقه‌ای | ۰٫۹۵۱۹ | ۰۴ دقیقه و ۵۳ ثانیه | ۴۹°۲۴′شمالی ۱۵°۵۴′غربی / ۴۹٫۴°شمالی ۱۵٫۹°غربی   | ۱۹۷ کیلومتر (۱۲۲ مایل) |                 | [ ۱ ] |
| ۱۸ دسامبر ۱۹۱۷  | ۰۵:۱۴:۱۰           | ۱۱         | کامل   | ۱٫۰۴۸۸ | ۰۴ دقیقه و ۳۹ ثانیه | ۱۲°۳۶′جنوبی ۷۳°۰۶′غربی / ۱۲٫۶°جنوبی ۷۳٫۱°غربی   | ۱۶۵ کیلومتر (۱۰۳ مایل) |                 | [ ۱ ] |
| ۱۳ ژوئن ۱۹۱۶    | ۰۱:۴۱:۴۴           | ۱۶         | حلقه‌ای | ۰٫۹۵۱۸ | ۰۶ دقیقه و ۴۰ ثانیه | ۲°۴۸′شمالی ۲۱°۱۸′غربی / ۲٫۸°شمالی ۲۱٫۳°غربی     | ۱۸۶ کیلومتر (۱۱۶ مایل) |                 | [ ۱ ] |
| ۷ دسامبر ۱۹۱۶   | ۲۰:۳۵:۳۳           | ۲۱         | کامل   | ۱٫۰۱۸۲ | ۰۱ دقیقه و ۳۶ ثانیه | ۳۸°۱۲′شمالی ۶۲°۲۴′شرقی / ۳۸٫۲°شمالی ۶۲٫۴°شرقی   | ۱۲۱ کیلومتر (۷۵ مایل)  |                 | [ ۱ ] |
| ۲ ژوئن ۱۹۱۵     | ۰۵:۳۶:۴۲           | ۲۶         | جزئی   | ۰٫۸۶۳۹ | —                   | ۶۹°۰۰′جنوبی ۵۵°۱۲′غربی / ۶۹٫۰°جنوبی ۵۵٫۲°غربی   | —                      |                 | [ ۱ ] |
| ۲۸ اکتبر ۱۹۱۵   | ۱۵:۳۹:۵۲           | -۷         | جزئی   | ۰٫۴۱۲۵ | —                   | ۷۱°۱۸′جنوبی ۱۴°۳۶′شرقی / ۷۱٫۳°جنوبی ۱۴٫۶°شرقی   | —                      |                 | [ ۱ ] |
| ۲۳ آوریل ۱۹۱۴   | ۰۹:۲۲:۳۱           | -۲         | کامل   | ۱٫۰۶۲۹ | ۰۴ دقیقه و ۱۹ ثانیه | ۵۴°۱۸′شمالی ۱۵۹°۴۸′غربی / ۵۴٫۳°شمالی ۱۵۹٫۸°غربی | ۳۳۲ کیلومتر (۲۰۶ مایل) |                 | [ ۱ ] |
| ۱۷ اکتبر ۱۹۱۴   | ۱۶:۱۵:۵۱           | ۳          | حلقه‌ای | ۰٫۹۱۴۵ | ۰۹ دقیقه و ۰۹ ثانیه | ۴۳°۰۶′جنوبی ۱۰۳°۰۶′شرقی / ۴۳٫۱°جنوبی ۱۰۳٫۱°شرقی | ۴۳۶ کیلومتر (۲۷۱ مایل) |                 | [ ۱ ] |
| ۱۲ آوریل ۱۹۱۳   | ۰۲:۳۳:۴۱           | ۸          | کامل   | ۱٫۰۷۶۹ | ۰۶ دقیقه و ۴۸ ثانیه | ۴°۱۸′شمالی ۳۳°۲۴′غربی / ۴٫۳°شمالی ۳۳٫۴°غربی     | ۲۴۹ کیلومتر (۱۵۵ مایل) |                 | [ ۱ ] |
| ۵ اکتبر ۱۹۱۳    | ۱۵:۵۳:۳۵           | ۱۳         | حلقه‌ای | ۰٫۹۳۷۱ | ۰۷ دقیقه و ۵۵ ثانیه | ۲°۲۴′شمالی ۱۲۶°۰۰′شرقی / ۲٫۴°شمالی ۱۲۶٫۰°شرقی   | ۲۳۴ کیلومتر (۱۴۵ مایل) |                 | [ ۱ ] |
| ۱ آوریل ۱۹۱۲    | ۱۸:۰۵:۱۵           | ۱۸         | کامل   | ۱٫۰۳۰۷ | ۰۲ دقیقه و ۲۶ ثانیه | ۴۵°۳۰′جنوبی ۱۱۴°۲۴′شرقی / ۴۵٫۵°جنوبی ۱۱۴٫۴°شرقی | ۱۴۹ کیلومتر (۹۳ مایل)  |                 | [ ۱ ] |
| ۲۴ سپتامبر ۱۹۱۲ | ۲۱:۳۳:۴۵           | ۲۳         | حلقه‌ای | ۰٫۹۸۵۴ | ۰۱ دقیقه و ۱۴ ثانیه | ۴۸°۴۸′شمالی ۶۰°۱۲′شرقی / ۴۸٫۸°شمالی ۶۰٫۲°شرقی   | ۷۳ کیلومتر (۴۵ مایل)   |                 | [ ۱ ] |
| ۲۰ فوریه ۱۹۱۱   | ۱۳:۲۳:۴۰           | -۱۰        | جزئی   | ۰٫۴۵۶۹ | —                   | ۶۹°۴۲′شمالی ۱۳۲°۰۶′شرقی / ۶۹٫۷°شمالی ۱۳۲٫۱°شرقی | —                      |                 | [ ۱ ] |
| ۲۲ مارس ۱۹۱۱    | ۰۳:۴۰:۵۰           | ۲۸         | جزئی   | ۰٫۰۲۶۵ | —                   | ۷۱°۱۲′جنوبی ۶۱°۳۶′شرقی / ۷۱٫۲°جنوبی ۶۱٫۶°شرقی   | —                      |                 | [ ۱ ] |
| ۱۶ اوت ۱۹۱۱     | ۰۰:۵۹:۱۴           | -۵         | جزئی   | ۰٫۵۱۸۸ | —                   | ۶۸°۴۸′جنوبی ۳۴°۴۸′غربی / ۶۸٫۸°جنوبی ۳۴٫۸°غربی   | —                      |                 | [ ۱ ] |
| ۱۴ سپتامبر ۱۹۱۱ | ۱۰:۱۶:۳۳           | ۳۳         | جزئی   | ۰٫۳۳۱۲ | —                   | ۷۰°۵۴′شمالی ۲۸°۲۴′غربی / ۷۰٫۹°شمالی ۲۸٫۴°غربی   | —                      |                 | [ ۱ ] |
| ۹ فوریه ۱۹۱۰    | ۱۳:۳۰:۳۹           | ۰          | حلقه‌ای | ۰٫۹۳۰۷ | ۰۹ دقیقه و ۲۸ ثانیه | ۱۶°۱۸′شمالی ۱۶۱°۳۶′شرقی / ۱۶٫۳°شمالی ۱۶۱٫۶°شرقی | ۳۲۰ کیلومتر (۲۰۰ مایل) |                 | [ ۱ ] |
| ۵ اوت ۱۹۱۰      | ۱۷:۲۰:۵۰           | ۵          | کامل   | ۱٫۰۴۷۵ | ۰۴ دقیقه و ۳۸ ثانیه | ۱۳°۳۰′جنوبی ۱۰۱°۴۲′شرقی / ۱۳٫۵°جنوبی ۱۰۱٫۷°شرقی | ۱۹۳ کیلومتر (۱۲۰ مایل) |                 | [ ۱ ] |
| ۲۹ ژانویه ۱۹۰۹  | ۱۵:۲۲:۴۱           | ۱۰         | حلقه‌ای | ۰٫۹۶۲۸ | ۰۴ دقیقه و ۱۳ ثانیه | ۳۰°۱۸′جنوبی ۱۳۸°۴۸′شرقی / ۳۰٫۳°جنوبی ۱۳۸٫۸°شرقی | ۱۳۶ کیلومتر (۸۵ مایل)  |                 | [ ۱ ] |
| ۲۵ ژوئیه ۱۹۰۹   | ۰۶:۰۳:۴۸           | ۱۵         | مرکب   | ۱٫۰۰۱۷ | ۰۰ دقیقه و ۱۰ ثانیه | ۳۲°۴۲′شمالی ۸۶°۴۲′غربی / ۳۲٫۷°شمالی ۸۶٫۷°غربی   | ۶ کیلومتر (۳٫۷ مایل)   |                 | [ ۱ ] |
| ۱۸ ژانویه ۱۹۰۸  | ۰۰:۰۸:۴۹           | ۲۰         | مرکب   | ۱٫۰۰۷۱ | ۰۰ دقیقه و ۲۷ ثانیه | ۸۱°۴۲′جنوبی ۴°۴۲′شرقی / ۸۱٫۷°جنوبی ۴٫۷°شرقی     | ۴۷ کیلومتر (۲۹ مایل)   |                 | [ ۱ ] |
| ۱۴ ژوئیه ۱۹۰۸   | ۱۱:۵۰:۴۵           | ۲۵         | حلقه‌ای | ۰٫۹۴۵۲ | ۰۳ دقیقه و ۳۰ ثانیه | ۸۲°۴۲′شمالی ۳۶°۱۸′شرقی / ۸۲٫۷°شمالی ۳۶٫۳°شرقی   | ۶۷۳ کیلومتر (۴۱۸ مایل) |                 | [ ۱ ] |
| ۹ دسامبر ۱۹۰۸   | ۰۴:۲۵:۱۹           | -۸         | جزئی   | ۰٫۶۸۶۴ | —                   | ۶۳°۰۶′شمالی ۲۲°۰۶′غربی / ۶۳٫۱°شمالی ۲۲٫۱°غربی   | —                      |                 | [ ۱ ] |
| ۷ ژانویه ۱۹۰۷   | ۱۴:۳۷:۰۰           | ۳۰         | جزئی   | ۰٫۰۹۱۲ | —                   | ۶۵°۴۲′جنوبی ۲۱°۳۰′غربی / ۶۵٫۷°جنوبی ۲۱٫۵°غربی   | —                      |                 | [ ۱ ] |
| ۳ ژوئن ۱۹۰۷     | ۲۱:۴۵:۳۷           | -۳         | جزئی   | ۰٫۷۱۳۸ | —                   | ۶۲°۳۰′جنوبی ۸۲°۳۶′شرقی / ۶۲٫۵°جنوبی ۸۲٫۶°شرقی   | —                      |                 | [ ۱ ] |
| ۲۸ نوامبر ۱۹۰۷  | ۱۸:۵۸:۴۷           | ۲          | مرکب   | ۱٫۰۰۹۵ | ۰۰ دقیقه و ۵۶ ثانیه | ۱۱°۳۶′شمالی ۸۹°۰۶′شرقی / ۱۱٫۶°شمالی ۸۹٫۱°شرقی   | ۳۸ کیلومتر (۲۴ مایل)   |                 | [ ۱ ] |
| ۲۴ مه ۱۹۰۶      | ۰۳:۳۶:۳۷           | ۷          | مرکب   | ۱٫۰۰۹۰ | ۰۰ دقیقه و ۵۶ ثانیه | ۱°۳۶′جنوبی ۴۵°۰۰′غربی / ۱٫۶°جنوبی ۴۵٫۰°غربی     | ۳۳ کیلومتر (۲۱ مایل)   |                 | [ ۱ ] |
| ۱۸ نوامبر ۱۹۰۶  | ۰۴:۰۶:۲۴           | ۱۲         | حلقه‌ای | ۰٫۹۵۵۹ | ۰۴ دقیقه و ۳۶ ثانیه | ۲۳°۵۴′جنوبی ۶۳°۵۴′غربی / ۲۳٫۹°جنوبی ۶۳٫۹°غربی   | ۱۶۳ کیلومتر (۱۰۱ مایل) |                 | [ ۱ ] |
| ۱۲ مه ۱۹۰۵      | ۱۶:۳۵:۴۴           | ۱۷         | کامل   | ۱٫۰۶۱۳ | ۰۴ دقیقه و ۳۹ ثانیه | ۳۶°۳۶′شمالی ۹۹°۱۲′شرقی / ۳۶٫۶°شمالی ۹۹٫۲°شرقی   | ۲۲۳ کیلومتر (۱۳۹ مایل) |                 | [ ۱ ] |
| ۶ نوامبر ۱۹۰۵   | ۰۵:۵۶:۲۰           | ۲۲         | حلقه‌ای | ۰٫۹۱۱۸ | ۰۷ دقیقه و ۱۰ ثانیه | ۵۹°۲۴′جنوبی ۱۳۸°۰۰′غربی / ۵۹٫۴°جنوبی ۱۳۸٫۰°غربی | ۶۸۰ کیلومتر (۴۲۰ مایل) |                 | [ ۱ ] |
| ۳ آوریل ۱۹۰۴    | ۰۲:۴۵:۵۱           | -۱۱        | جزئی   | ۰٫۳۷۲۴ | —                   | ۶۰°۳۶′جنوبی ۵۷°۱۲′شرقی / ۶۰٫۶°جنوبی ۵۷٫۲°شرقی   | —                      |                 | [ ۱ ] |
| ۲ مه ۱۹۰۴       | ۰۹:۳۵:۲۳           | ۲۷         | جزئی   | ۰٫۶۹۹۳ | —                   | ۶۱°۰۰′شمالی ۱۱۱°۳۰′شرقی / ۶۱٫۰°شمالی ۱۱۱٫۵°شرقی | —                      |                 | [ ۱ ] |
| ۲۶ سپتامبر ۱۹۰۴ | ۱۱:۲۷:۵۰           | -۶         | جزئی   | ۰٫۱۷۷۷ | —                   | ۶۰°۴۲′شمالی ۶۸°۵۴′غربی / ۶۰٫۷°شمالی ۶۸٫۹°غربی   | —                      |                 | [ ۱ ] |
| ۲۶ اکتبر ۱۹۰۴   | ۰۴:۵۷:۵۷           | ۳۲         | جزئی   | ۰٫۰۷۱۱ | —                   | ۶۰°۴۲′جنوبی ۱۷۴°۴۲′غربی / ۶۰٫۷°جنوبی ۱۷۴٫۷°غربی | —                      |                 | [ ۱ ] |
| ۲۳ مارس ۱۹۰۳    | ۱۶:۵۷:۳۳           | -۱         | کامل   | ۱٫۰۱۴۰ | ۰۱ دقیقه و ۰۷ ثانیه | ۳۹°۲۴′جنوبی ۱۳۶°۰۰′شرقی / ۳۹٫۴°جنوبی ۱۳۶٫۰°شرقی | ۶۱ کیلومتر (۳۸ مایل)   |                 | [ ۱ ] |
| ۱۵ سپتامبر ۱۹۰۳ | ۱۹:۲۲:۵۶           | ۴          | مرکب   | ۱٫۰۰۴۴ | ۰۰ دقیقه و ۲۰ ثانیه | ۴۶°۳۶′شمالی ۱۰۱°۱۸′شرقی / ۴۶٫۶°شمالی ۱۰۱٫۳°شرقی | ۲۱ کیلومتر (۱۳ مایل)   |                 | [ ۱ ] |
| ۱۳ مارس ۱۹۰۲    | ۰۰:۲۳:۱۰           | ۹          | حلقه‌ای | ۰٫۹۶۲۳ | ۰۴ دقیقه و ۰۹ ثانیه | ۳°۳۶′جنوبی ۱°۱۲′غربی / ۳٫۶°جنوبی ۱٫۲°غربی       | ۱۳۷ کیلومتر (۸۵ مایل)  |                 | [ ۱ ] |
| ۵ سپتامبر ۱۹۰۲  | ۰۹:۳۵:۳۷           | ۱۴         | کامل   | ۱٫۰۵۳۷ | ۰۴ دقیقه و ۳۳ ثانیه | ۱۲°۰۰′شمالی ۱۴۰°۱۲′غربی / ۱۲٫۰°شمالی ۱۴۰٫۲°غربی | ۱۷۸ کیلومتر (۱۱۱ مایل) |                 | [ ۱ ] |
| ۱ مارس ۱۹۰۱     | ۰۱:۲۵:۱۲           | ۱۹         | حلقه‌ای | ۰٫۹۳۰۲ | ۰۷ دقیقه و ۰۹ ثانیه | ۴۱°۰۶′شمالی ۴۲°۵۴′غربی / ۴۱٫۱°شمالی ۴۲٫۹°غربی   | ۵۲۳ کیلومتر (۳۲۵ مایل) |                 | [ ۱ ] |
| ۲۵ اوت ۱۹۰۱     | ۰۱:۵۲:۵۲           | ۲۴         | کامل   | ۱٫۰۴۶۷ | ۰۳ دقیقه و ۵۶ ثانیه | ۲۶°۲۴′جنوبی ۴۲°۱۲′غربی / ۲۶٫۴°جنوبی ۴۲٫۲°غربی   | ۲۲۲ کیلومتر (۱۳۸ مایل) |                 | [ ۱ ] |